# Žatec
Žatec (deutsch Saaz) ist eine Stadt im Okres Louny (Bezirk Laun) im Ústecký kraj (Aussiger Region) im Nordwesten Tschechiens. Unter dem böhmischen König Ottokar II. Přemysl wurde sie im Jahr 1265 zur königlichen Stadt erklärt, mit besonderen Privilegien ausgestattet und war bis 1848 das Verwaltungszentrum des Saazer Kreises (in alter Schreibweise Saatzer Kreis). Im Jahre 1868 wurde Saaz Sitz der Bezirkshauptmannschaft des Bezirkes Saaz.
Das historische Stadtzentrum wurde 1961 zum städtischen Denkmalreservat erklärt. Žatec ist das Zentrum eines traditionellen Hopfenanbaugebietes und durch den Hopfenhandel für das tschechische und ausländische Brauereiwesen von Bedeutung. 2023 erklärte die UNESCO Žatec und die umliegende Landschaft des Saazer Hopfens zum Weltkulturerbe.

## Geographische Lage
Die Stadt liegt am rechten Ufer der Eger oberhalb der Einmündung der Hutná, etwa 48 Kilometer ostnordöstlich von Karlsbad.

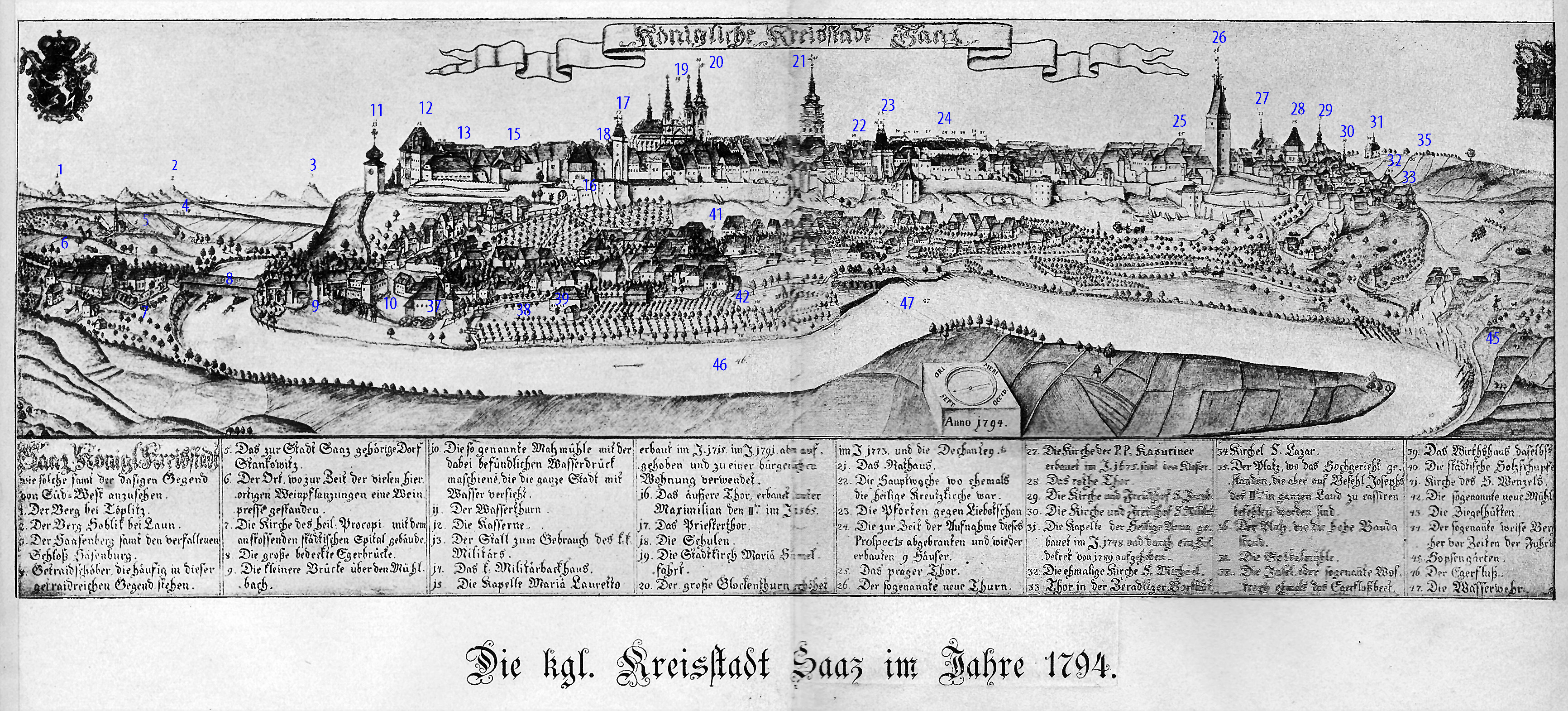
Saaz um 1794

## Stadtgliederung

### Ortsteile
Die Stadt Žatec besteht aus den Ortsteilen Bezděkov (Bezdiek), Milčeves (Miltschowes), Radíčeves (Reitschowes), Trnovany (Trnowan), Velichov (Welchau), Záhoří (Dreihöf) und Žatec (Saaz). Das Stadtgebiet gliedert sich in die Katastralbezirke Bezděkov u Žatce, Milíčeves, Radíčeves, Trnovany u Žatce, Velichov u Žatce und Žatec. Grundsiedlungseinheiten sind Bezděkov, Hlavní nádraží, Husova, Kasárna, Kolava, Macerka, Milčeves, Mostecká, Na homoli, Nad Černávkou, Nad libočanskou silnicí, Nemocnice, Pereč, Pod hlavním nádražím, Pod Starým vrchem, Pod západním nádražím, Podměstí-jih, Podměstí-sever, Radíčeves, Trnovany, U nemocnice-jih, U nemocnice-sever, U Ohře, U stadiónu, V pekle, Velichov, Za hřbitovem, Záhoří, Západní nádraží, Žatec-jih und Žatec-střed.

### Historische Stadtviertel
- Burgstädtel – im Bereich der ehemaligen Burg, heute Brauerei
- Altstadt (Staré Město) – im Bereich der ursprünglichen Befestigungsanlagen
- Schinitz oder Schitnitz (Žitník) – ehemalige Siedlung im Bereich des Püschel-Platzes, jetzt náměstí Chelčického
- Mühlviertel oder Mlynarsch (V Mlynářich) – östliche Vorstadt, im Bereich der Mühlen (Mühlgraben)
- Tscherwenka (Červenka) und Lassen – nördliche Vorstadt südlich der Eger
- Brandeis (Brandejs) – ehemalige Siedlung im Bereich des Rebitzer Platzes (zuvor Töpferring), jetzt Nerudovo náměstí
- Skotnitz (Skotník) – nördlich des Stadtparks am Tellweg (genannt „Vogelstange“), jetzt Zeyerova
- Obere Vorstadt oder Prager Vorstadt (Horní Předměstí) – südliche Vorstadt
- Untere Vorstadt (Dolní Předměstí) – westliche Vorstadt (Unterstadt)
- Ostrow (Ostrov) – Bereich zwischen der Eger und dem ehemaligen Mühlgraben in der Unterstadt
- Batschina oder Watschina (Bačina), südlicher Teil der unteren Vorstadt
- Dwornitz (Dvorník) – Vorstadt am linken Egerufer im Bereich des Westbahnhofs[8]

## Geschichte

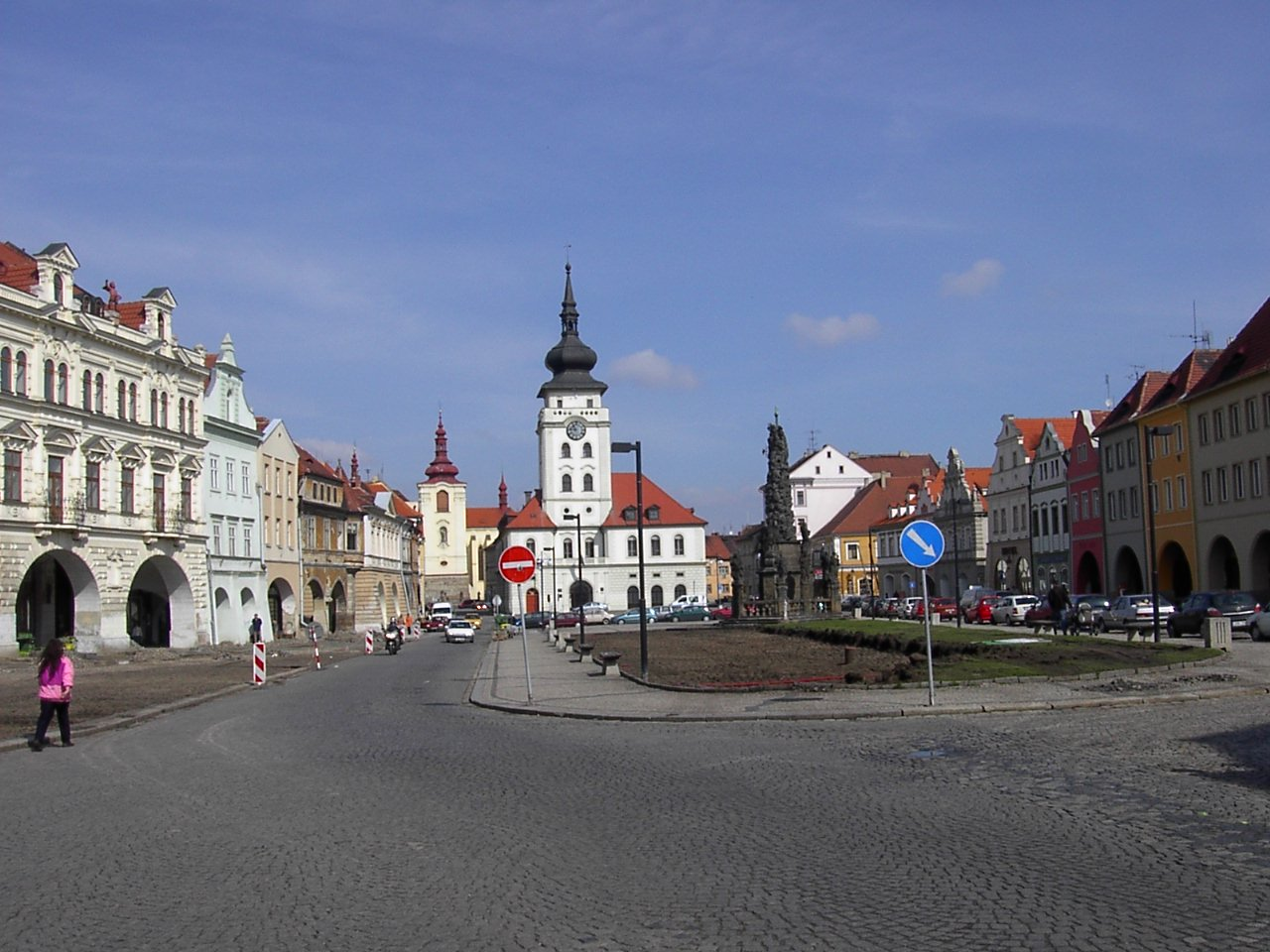
Ringplatz mit dem Rathaus

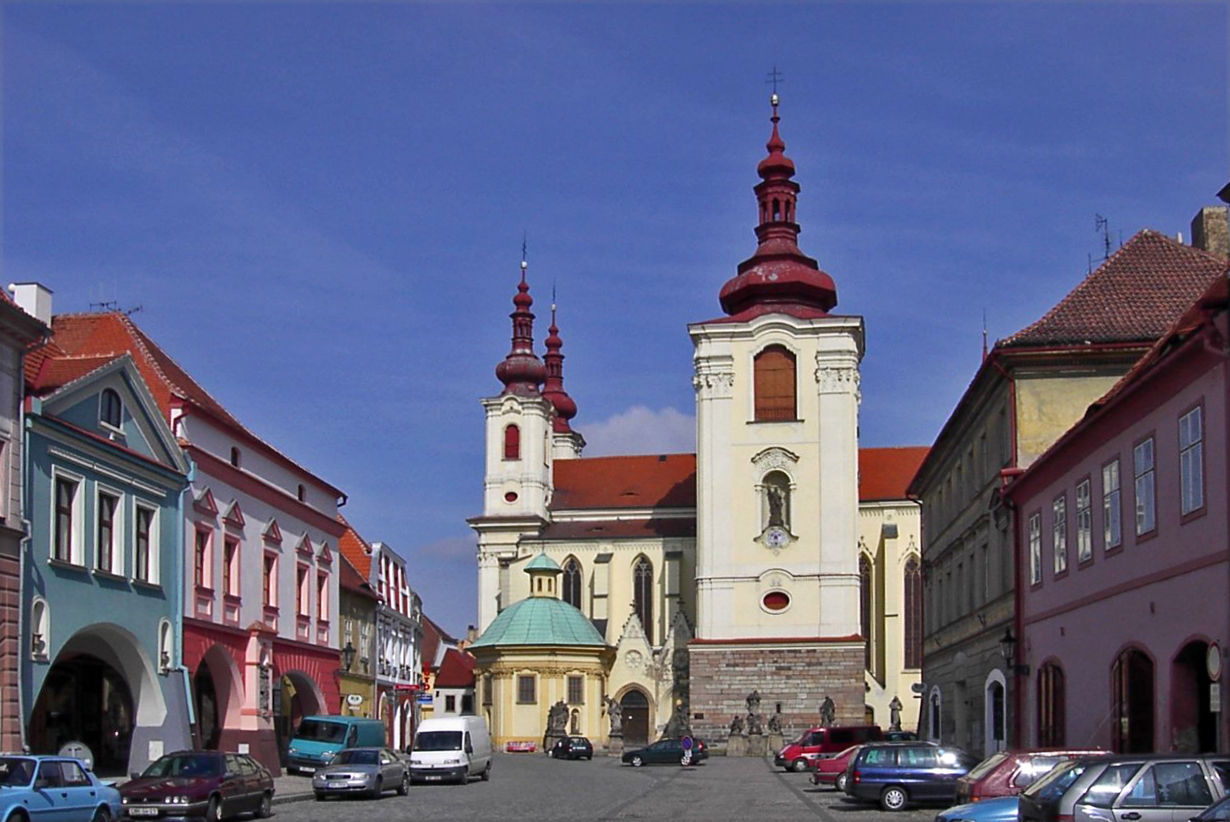
Stadtpfarrkirche Mariä Himmelfahrt

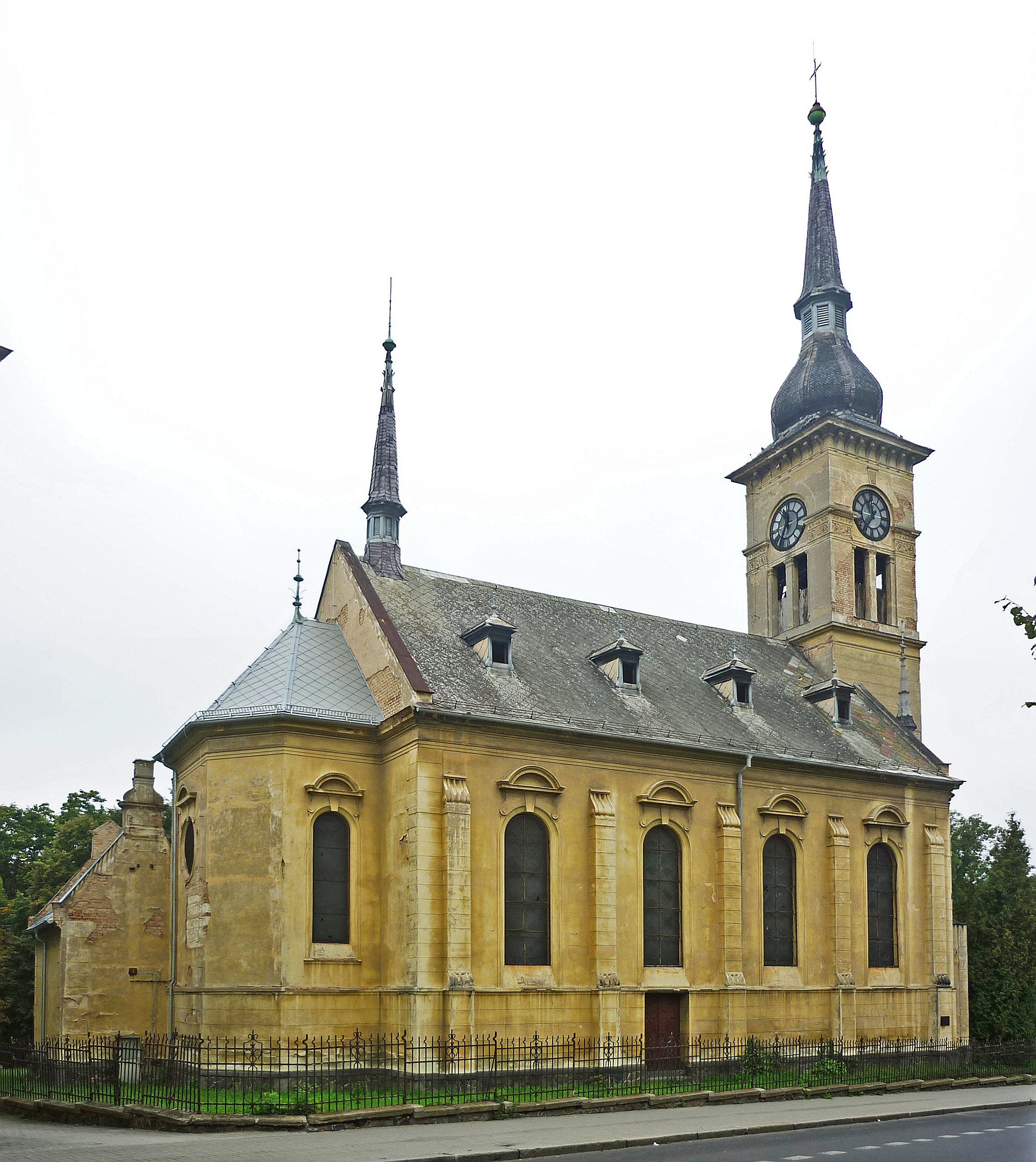
Evangelische Kirche

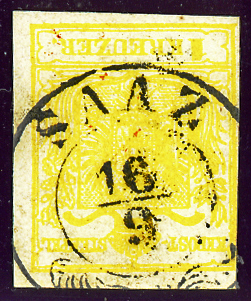
Briefmarke der österreichischen Wappenausgabe 1850 mit Ortsstempel von Saaz

Die fruchtbare Landschaft der Saazer Ebene war seit frühester Zeit besiedelt. In historischen Quellen liegt für das Jahr 1004 die erste Erwähnung als (lateinisch) Urbs Satzi in der Chronik des Thietmar von Merseburg vor, als der deutsche Kaiser die slawische Burg von der polnischen Besetzung befreite. Die Stadt wurde 1265 zur Königsstadt in Böhmen erhoben und war im Mittelalter eines der wichtigsten Verwaltungszentren des Königreichs Böhmen. Vom 15. Jahrhundert bis zum Revolutionsjahr 1848 war Žatec Sitz eines der 16 bzw. später 12 böhmischen Kreise. Diesem Saatzer Kreis (Žatecký kraj) wurde in den Jahren 1714 bis 1751 der westlich benachbarte Elbogener Kreis (Loketský kraj) angegliedert. Ab 1868 hatte sie den Status einer Bezirksstadt des Bezirks Saaz im Königreich Böhmen, von 1938 bis 1945 des Landkreises Saaz des Deutschen Reiches und von 1945 bis 1960 des Okres Žatec in der Tschechoslowakei.
Unter dem böhmischen König Ottokar I. Přemysl wurden ab dem Jahr 1200 deutsche Siedler durch Lokatoren ins Land gerufen, die sich auch in Saaz niederließen. Nach den Angriffen der tschechischen Reformbewegung der Hussiten um 1420 verließen viele Deutsche wieder die Stadt. Unter der Herrschaft des Georg von Podiebrad bekannte sich die Stadt zum Utraquismus und war danach bis zur Schlacht am Weißen Berg (1620) im Wesentlichen evangelisch-lutherischen Glaubens. Als Teilnehmer des protestantischen Ständeaufstands in Böhmen wurde auch der Saazer Bürgermeister Maxmilián Hošťálek z Javořice (* 1564) zum Tode verurteilt und 1621 in Prag hingerichtet. Die Stadt Saaz verlor zahlreiche Privilegien.
Durch die Rekatholisierung in Böhmen im Rahmen der Gegenreformation und die Neubesiedlung nach den Verwüstungen im Dreißigjährigen Krieg nahm der Anteil der deutschsprachigen Bevölkerung wieder zu, sodass Saaz bis 1945 eine Stadt mit überwiegend deutscher Bevölkerung war. Volkszählung 1930: 18100 Einwohner (davon 3156 Tschechen).
Infolge des Münchner Abkommens lag Saaz ab Oktober 1938 auf deutschem Staatsgebiet. Im Januar 1945 gehörte Saaz zum Landkreis Saaz im Regierungsbezirk Eger im Reichsgau Sudetenland.
Nach dem Ende des Zweiten Weltkrieges kam Saaz an die Tschechoslowakei zurück. Am 10. Mai 1945 wurde die Stadt von der sowjetischen Roten Armee besetzt, wobei sich der Landrat Johann Czapka erschoss. Die deutschböhmische Bevölkerung wurde 1945 und 1946 mehrheitlich vertrieben.
Am 3. Juni 1945 befahlen Soldaten der 1. Tschechoslowakischen Division unter General Oldřich Španiel rund 5000 deutschen Männern, sich auf dem Marktplatz zu versammeln. Es wurden alle Männer zwischen 15 und 65 Jahren von den Svoboda-Truppen ins 15 Kilometer entfernte Postoloprty getrieben. Es gab ungefähr 800 Tote, die anderen Männer wurden abgeführt.
Die deutschböhmische Bevölkerung wurde 1945 und 1946 mehrheitlich vertrieben. Gemäß dem Beneš-Dekret 108 vom 25. Oktober 1945 wurde ihr Vermögen und Besitz konfisziert und unter staatliche Verwaltung zu Gunsten der Tschechoslowakei gestellt. Anstelle der deutschsprachigen Bevölkerung wurden Tschechen aus Zentralböhmen und Mähren, Wolhynientschechen, Slowaken und Roma angesiedelt.
Durch eine Verwaltungsreform wurden im Jahr 1960 die bisherigen Bezirke Saaz, Podersam und Laun zum Okres Louny vereinigt. Damit verlor Žatec die wichtigsten Bezirksbehörden, wie Bezirksverwaltung und Bezirksgericht und wurde eine einfache Stadt. In den Jahrzehnten des Kalten Krieges war Žatec ein bedeutender Standort der Tschechoslowakischen Volksarmee.

## Bevölkerung
Bis 1945 war Saaz überwiegend von Deutschböhmen besiedelt, die vertrieben wurden.
 Bevölkerungsentwicklung im Stadtgebiet von Saaz bis 1945
| Jahr | Einwohner | Anmerkungen                                                                    |
| ---- | --------- | ------------------------------------------------------------------------------ |
| 1785 | 0 k. A.   | 530 Häuser einschließlich der Vorstädte                                        |
| 1830 | 04.922    | in 216 Häusern                                                                 |
| 1844 | 05.577    | in 628 Häusern, einschließlich der Vorstädte                                   |
| 1869 | 08.869    | in 695 Häusern                                                                 |
| 1880 | 10.425    | in 795 Häusern                                                                 |
| 1890 | 13.234    | in 885 Häusern                                                                 |
| 1900 | 16.188    | meist deutsche Einwohner in 1034 Häusern                                       |
| 1910 | 17.130    | in 1.197 Häusern                                                               |
| 1921 | 16.211    | in 1.237 Häusern, davon 13.979 Deutsche                                        |
| 1930 | 18.100    | in 1.671 Häusern, davon 3.156 Tschechen                                        |
| 1939 | 16.247    | davon 1.120 Evangelische, 14.863 Katholiken, 24 sonstige Christen und 25 Juden |

Bevölkerungsentwicklung in der Gemeinde Saaz bis 1945
| Jahr      | 1869   | 1880   | 1890   | 1900   | 1910   | 1921   | 1930   |
| --------- | ------ | ------ | ------ | ------ | ------ | ------ | ------ |
| Einwohner | 10.050 | 11.660 | 14.520 | 17.754 | 18.666 | 17.761 | 19.757 |

Bevölkerungsentwicklung in der Gemeinde Žatec nach Ende des Zweiten Weltkriegs
(Stand: 31. Dezember des jeweiligen Jahres)
| Jahr | Einwohner |
| ---- | --------- |
| 1947 | 12.668    |
| 1950 | 13.658    |
| 1960 | 16.134    |
| 1970 | 15.707    |
| 1980 | 20.256    |

| Jahr | Einwohner |
| ---- | --------- |
| 1990 | 22.756    |
| 2000 | 20.152    |
| 2010 | 19.322    |
| 2020 | 18.823    |
| 2022 | 19.044    |

## Städtepartnerschaften
- Poperinge, Belgien
- Thum, Deutschland
- Žalec, Slowenien
- Krasnystaw, Polen
- Nowotscheboksarsk, Russland

## Sehenswürdigkeiten

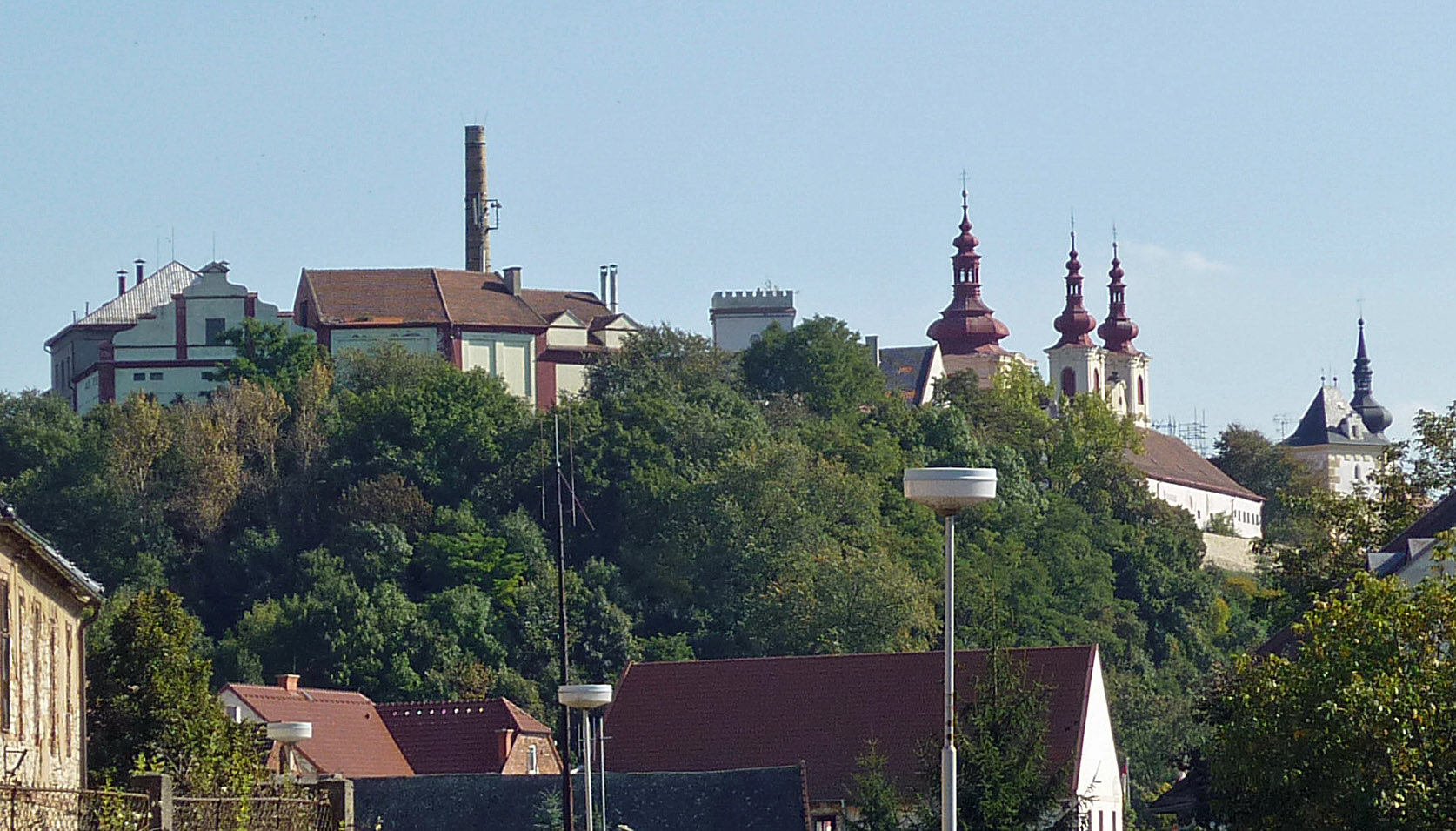
Blick auf Žatec

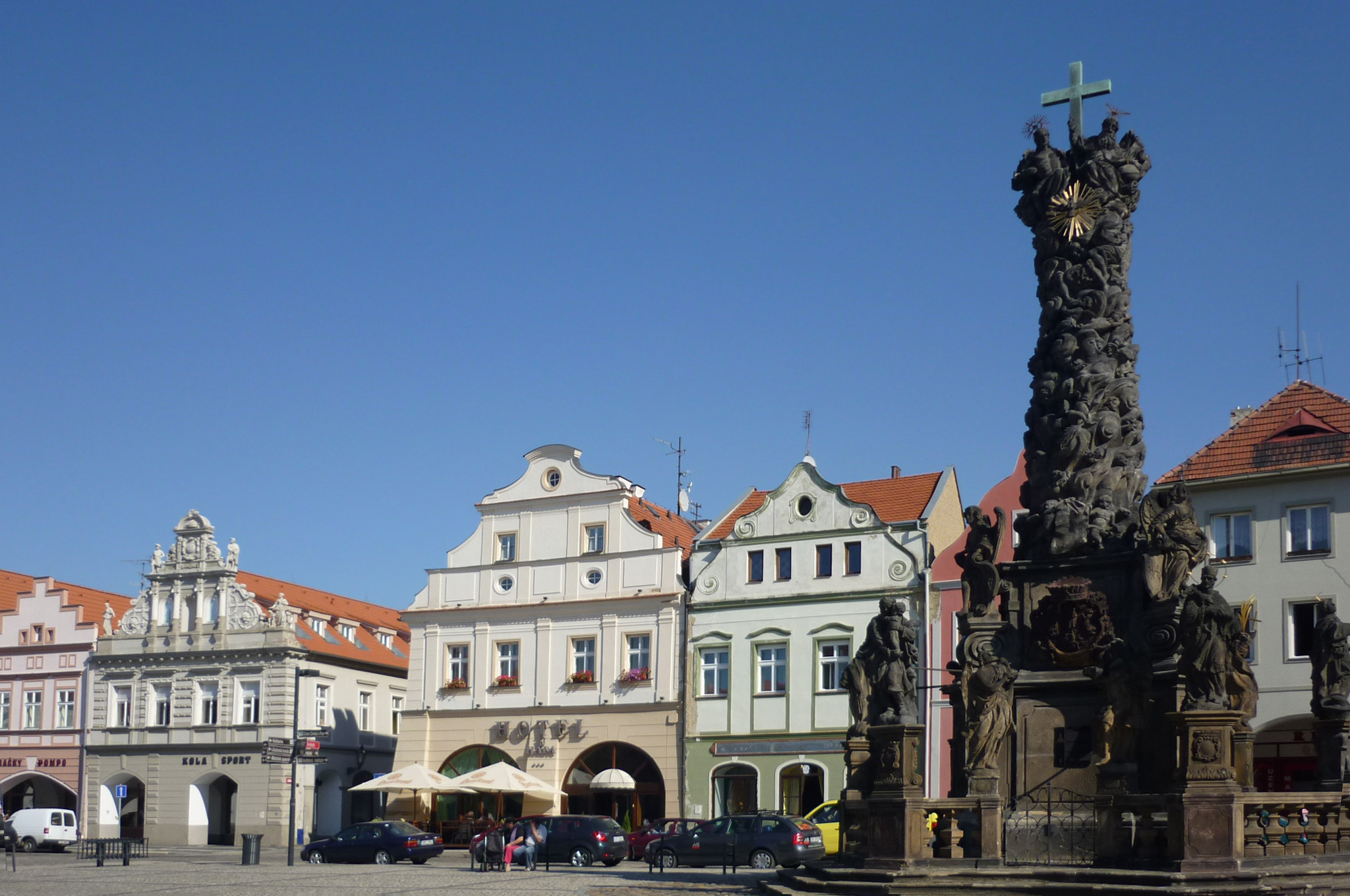
Ringplatz mit Dreifaltigkeitssäule

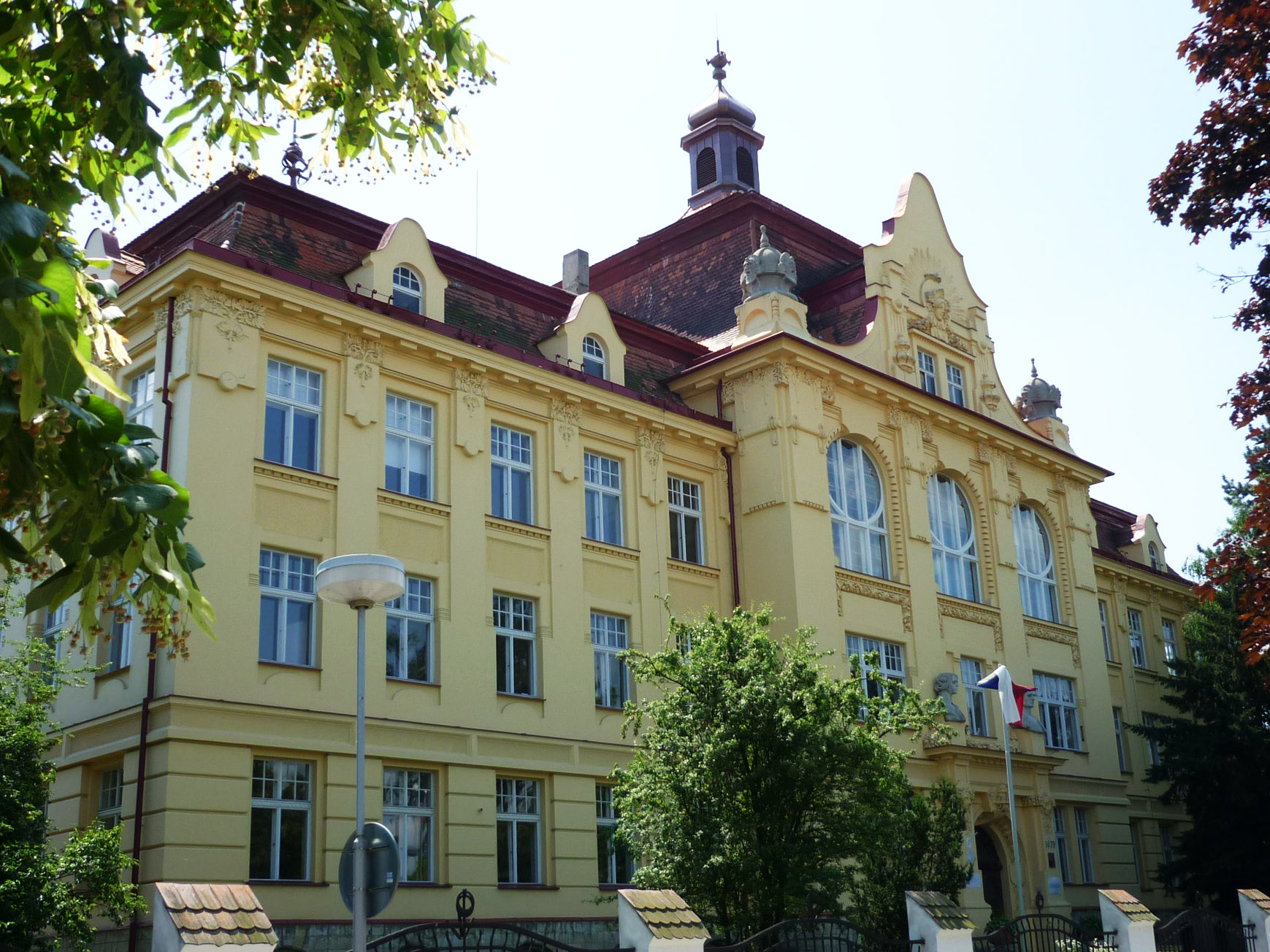
Gymnasium der Stadt

Das historische Stadtzentrum wurde 1961 in die Liste der städtischen Denkmalreservate in Tschechien aufgenommen.

### Bauwerke
- Rathaus mit Turm am Ringplatz[27]
- Säule der Heiligen Dreifaltigkeit am Ringplatz
- Priestertor (auch Brückentor genannt)
- Branka-Tor (auch Libotschaner Tor genannt)
- Dekanatskirche Mariä Himmelfahrt (Stadtpfarrkirche)
- Florianssäule (richtiger „Säule des Allvaters und Weltenschöpfers“) am Floriansplatz
- Synagoge (1872 von Johann Staniek erbaut)
- Hussitenbollwerk (Stadtbefestigung), darin das Muzeum Homolupulů („Museum der Hopfenmenschen“), ausgestellt wird ein menschliches Skelett, das angeblich bei Grabungsarbeiten am 1. April [sic!] 2001 samt Bierkrug und Tontafel mit sieben Strichen für die Zeche entdeckt wurde, und den ersten Biertrinker symbolisieren soll.[28]
- Stadttheater Žatec (1849, erbaut von Anton Grimm nach Entwurf von Schulze)
- Evangelische Christuskirche (1897–1898 erbaut von Josef Petrowsky)
- Hopfenmuseum (Chmelařské muzeum) am Prokop-Platz (nám. Prokopa Velkého 1952)
- „Hopfen- und Bier-Tempel“ – mit Hopfenmuseum (Chmelařské muzeum) mit Aussichtsturm und Restaurant des Vereins „Chrám chmele a piva“ – am Prokop-Platz (nám. Prokopa Velkého 1950)
- Historische Gebäude der Hopfenverarbeitung und des Hopfenhandels in der Prager Vorstadt (Vorschlagsliste für UNESCO-Weltkulturerbe)[29]
- Regionalmuseum „K. A. Polánek“
- Gymnasium (1903 erbaut von Wilhelm Fuchs nach Plänen von Ernst Schäfer)
- Grundschule (1880 als Bürgerschule erbaut von Franz Daut nach Plänen von Carl Schlimp)
- Altes Fachwerkhaus (Chalupe) im Mühlviertel
- St. Jakobus-Kirche (jetzt orthodoxe Kirche)
- Ehemaliges Kapuzinerkloster (1675–1950) mit Klosterkirche (1675–1683 erbaut) und Klostergarten
- Wenzelskirche in der unteren Vorstadt (mit frühbarockem Wenzelsaltar von 1688, restauriert 1865 durch Josef Schirmer (1821–1900), akademischer Maler in Saaz)
- Eiserne Fachwerkbrücke von 1897 (von 1827 bis 1891 stand dort die Kettenbrücke von Friedrich Schnirch)
- Villa Glaser und Villa Weiss (Telátko) des Architekten Rudolf Hildebrand

### Ehemalige Stadttore, Türme und Pforten
- Priestertor, tschech. Kněžská brána (noch vorhanden)
- Brankator oder Liebotschaner Pforte, tschech. Libočanská branka (noch vorhanden)
- Zolltor (auch Prager Tor genannt) am Haus Nr. 243 („Drehscheibe“)
- Rotes Tor mit Rotem Turm (auch Kapuzinertor genannt), am Kapuzinerkloster
- Tscheraditzer Tor (auch Majnuš-Tor) an der Wussinallee/Goethestr.
- Neuer Turm oder Weißer Turm (auch Rösselturm genannt) auf der Bastion an der Stadtmauer (am ehemaligen Gasthaus „Zum weißen Rössel“ Nr. 29/30, neben dem Stadttheater)
- Mlynarsche Pforte zwischen den Häusern Nr. 201 und 202
- Pforte zwischen den Häusern Nr. 238 und 239 (von der Prager Gasse zum Schießhaus)

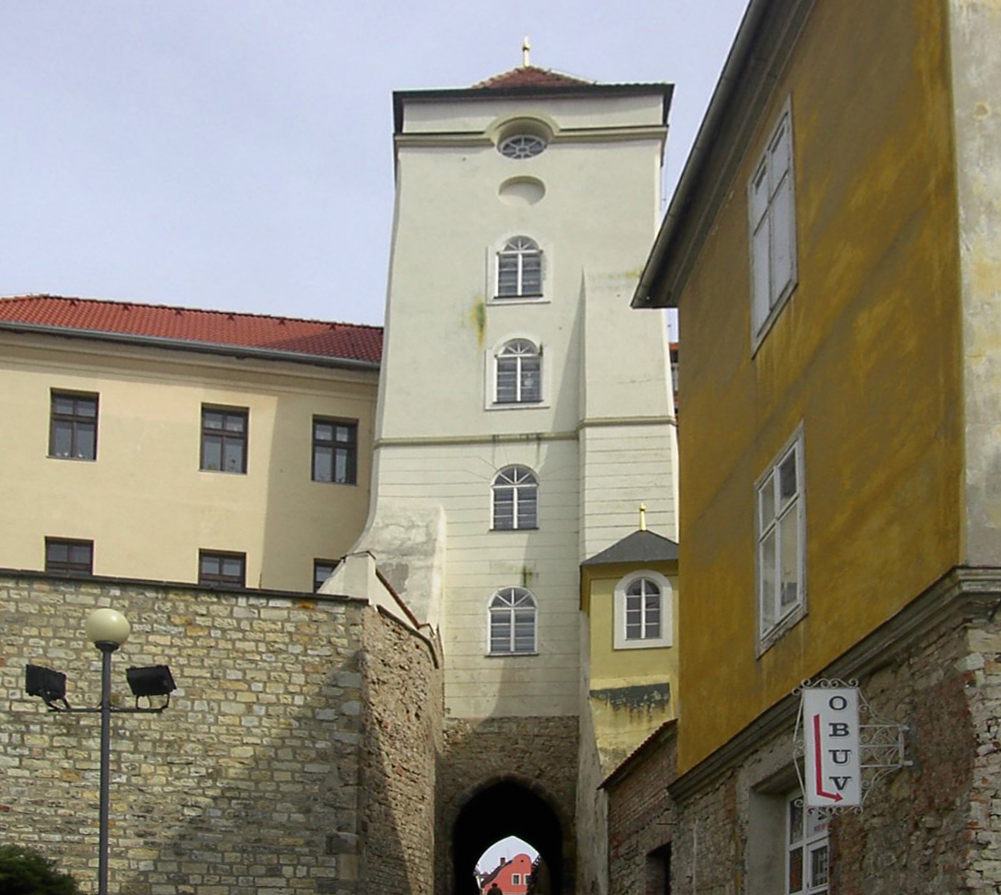
Liebotschaner Tor
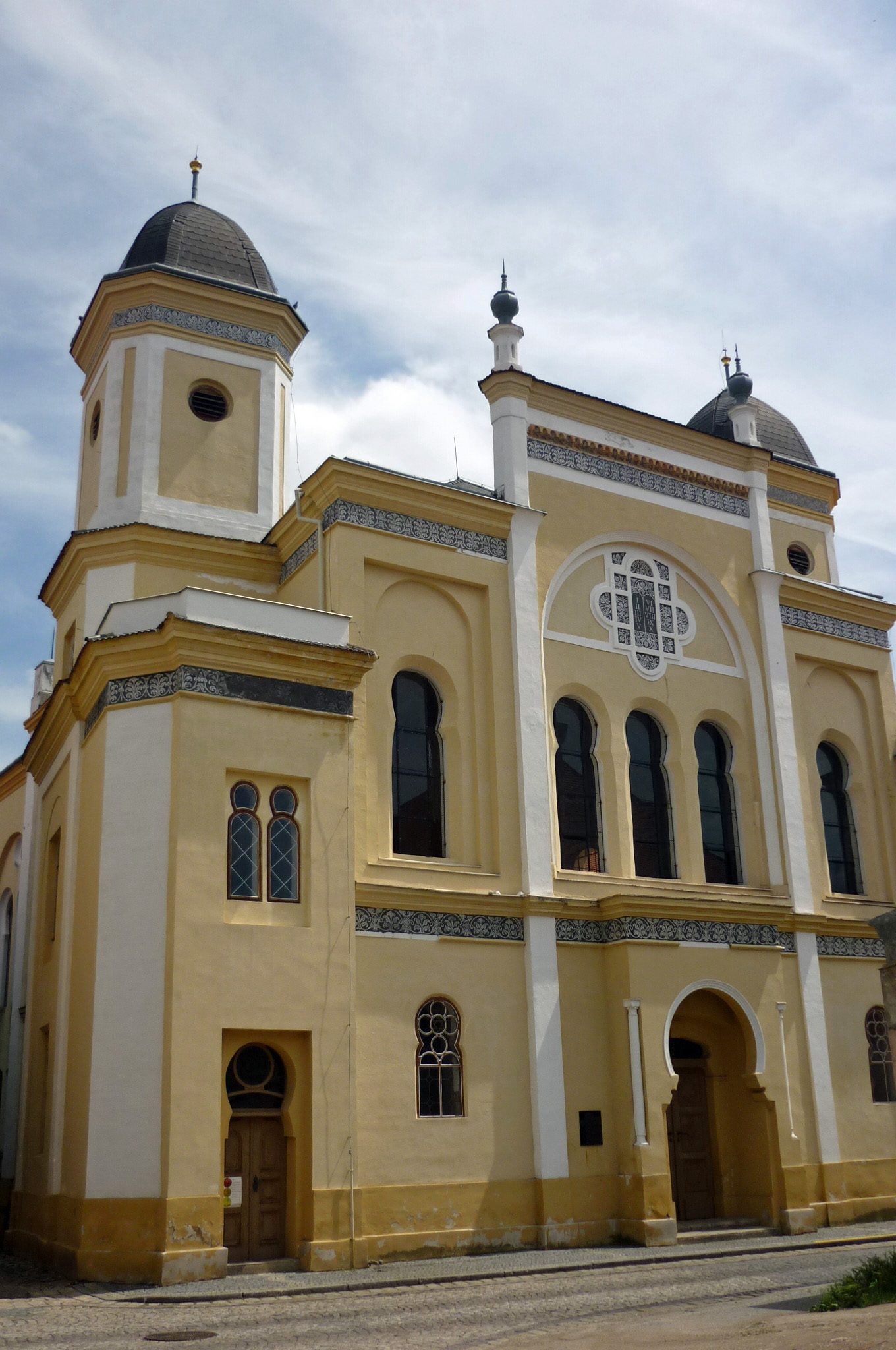
Ehemalige Synagoge
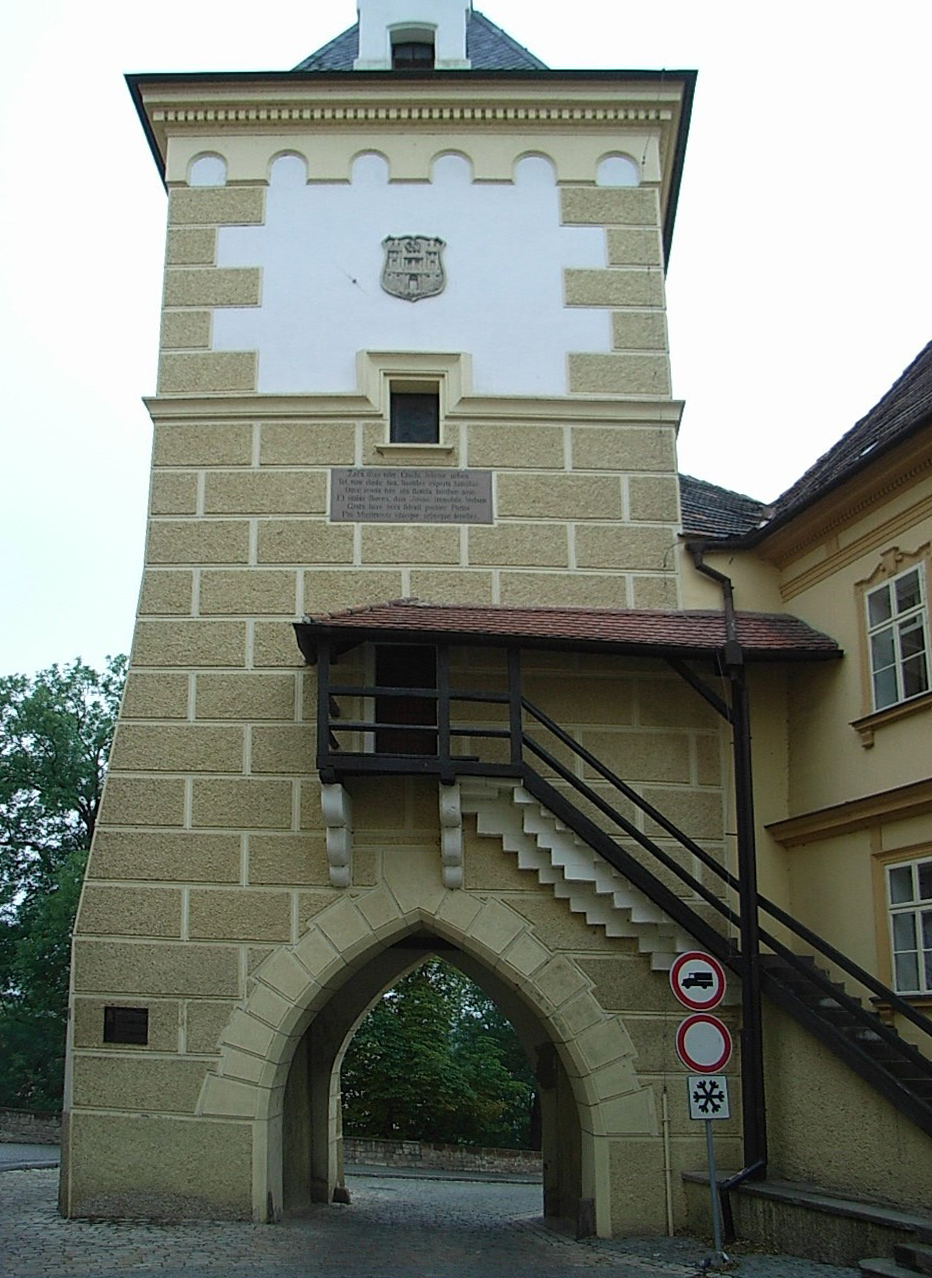
Priestertor
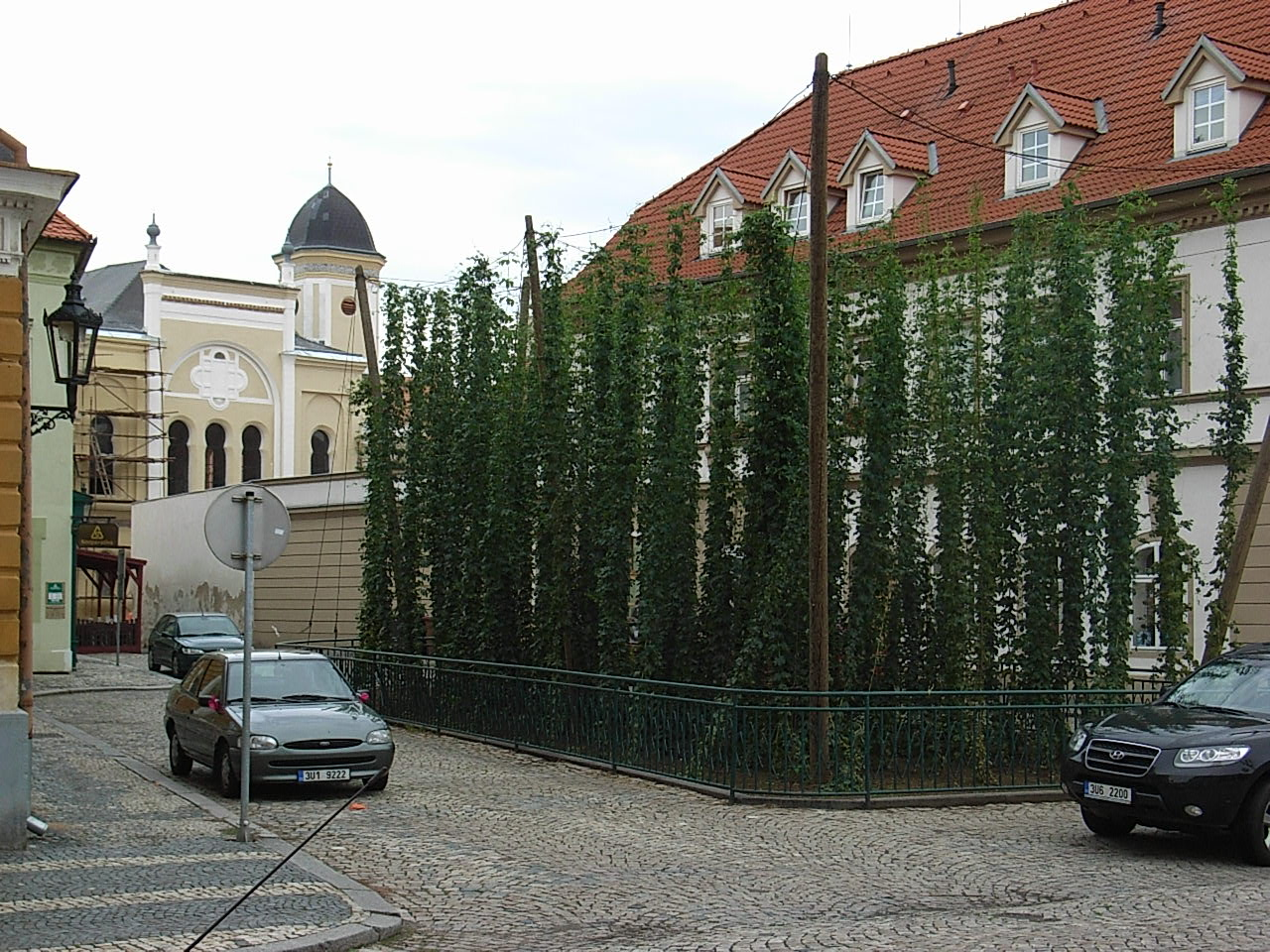
Kleinstes Hopfenfeld der Welt am Ringplatz von Saaz
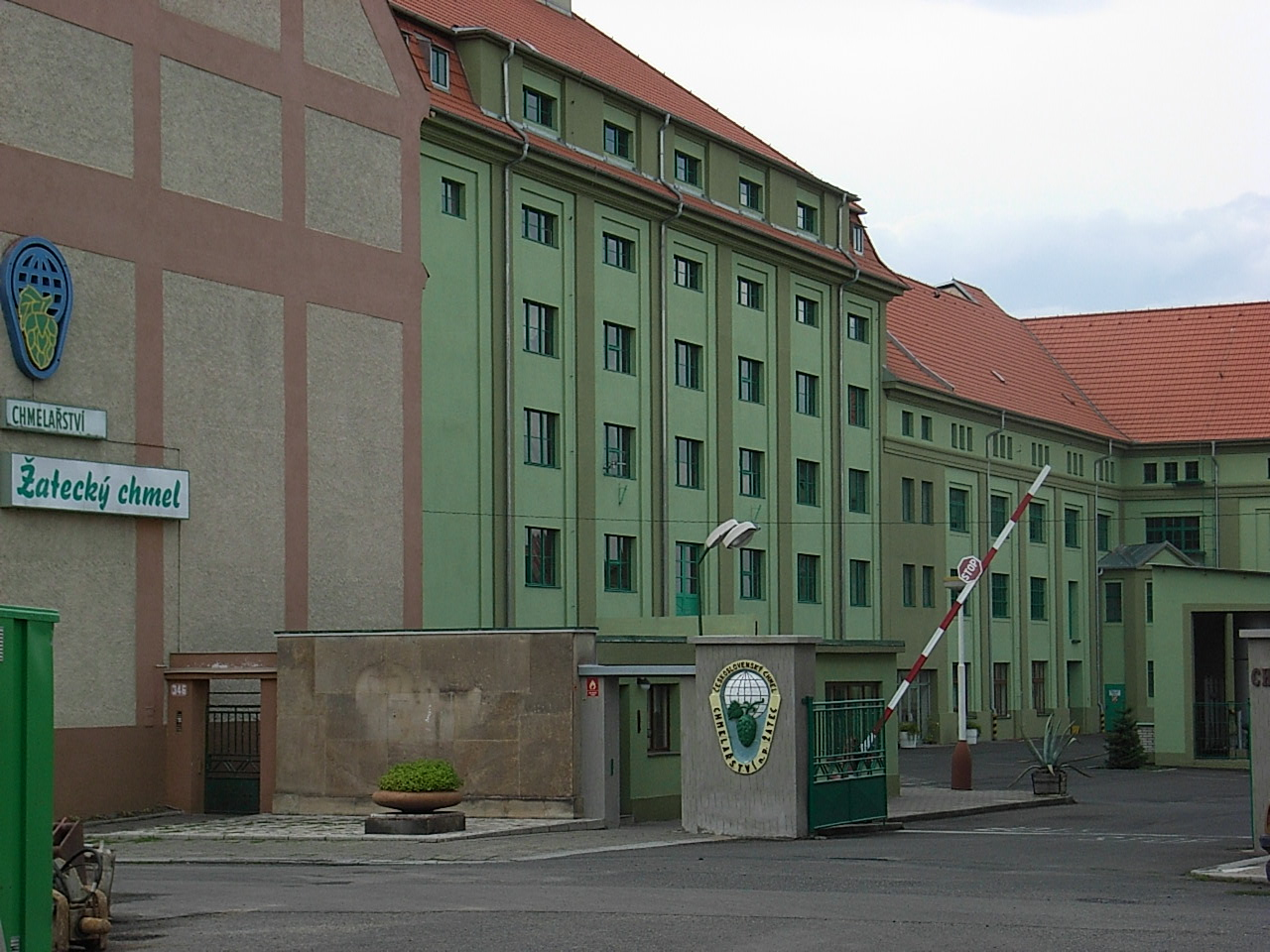
Firma Saazer Hopfen / Žatecký chmel
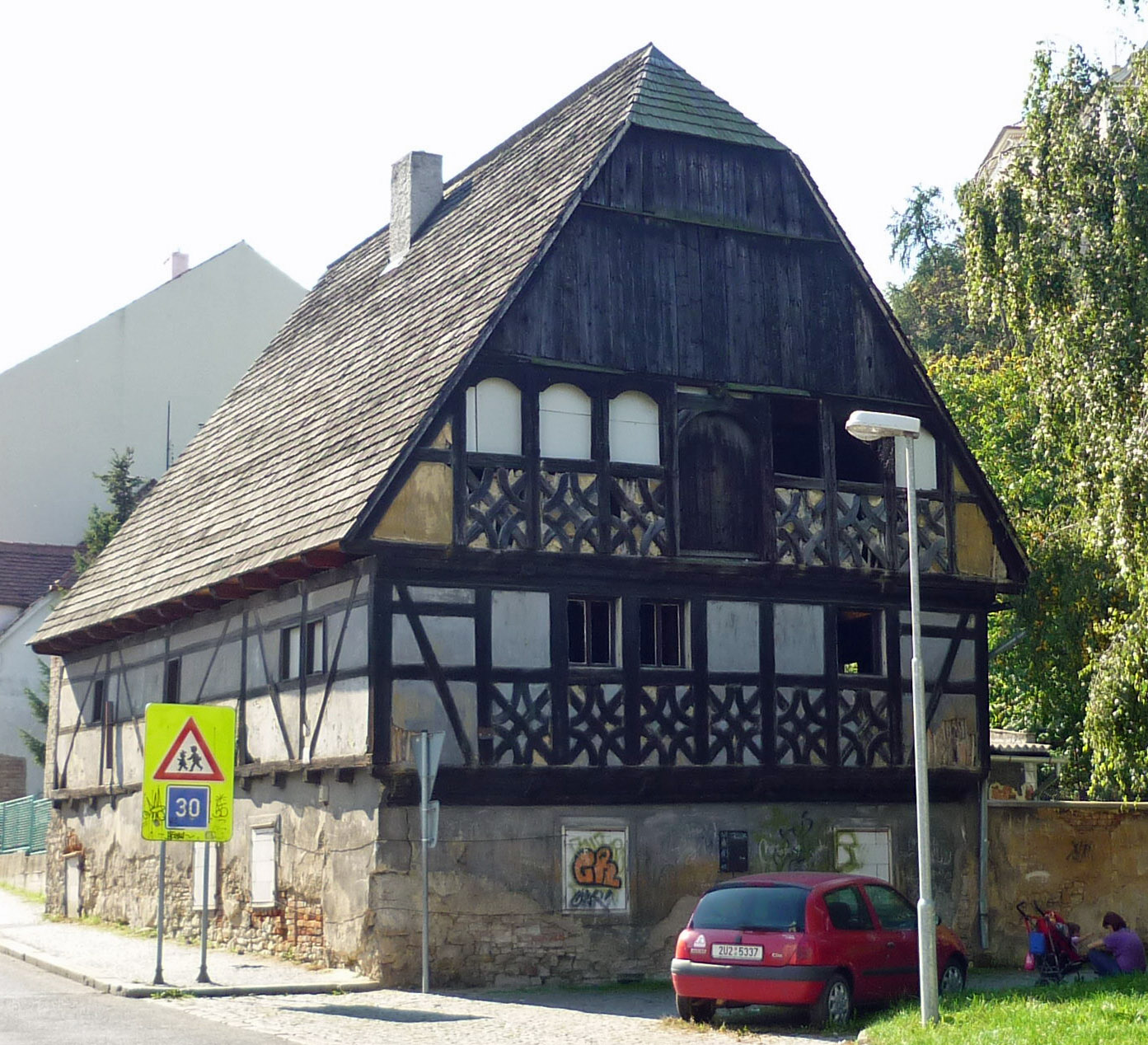
Ältestes und einzig erhaltenes Fachwerkhaus der Stadt
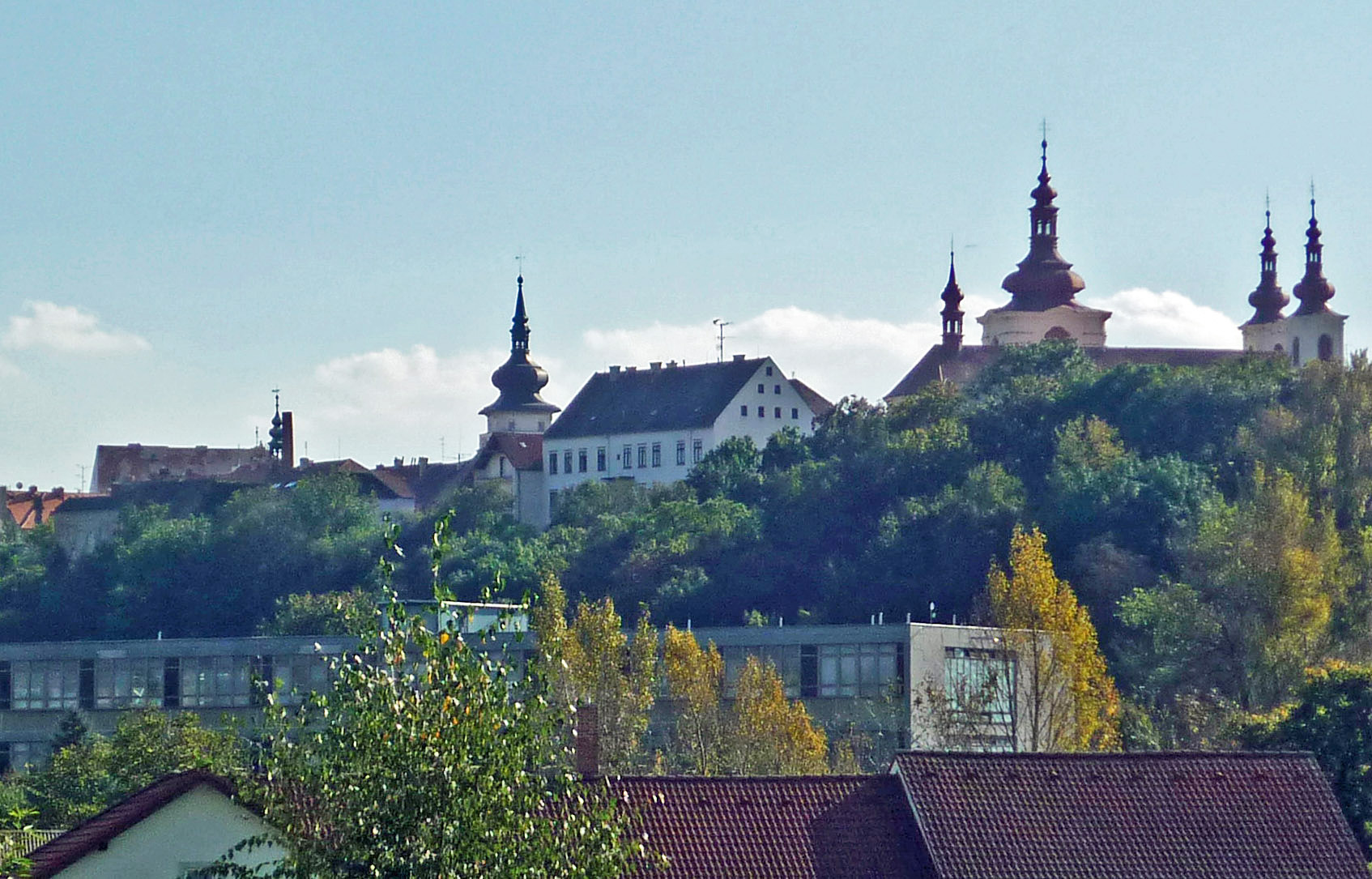
Blick auf Saaz
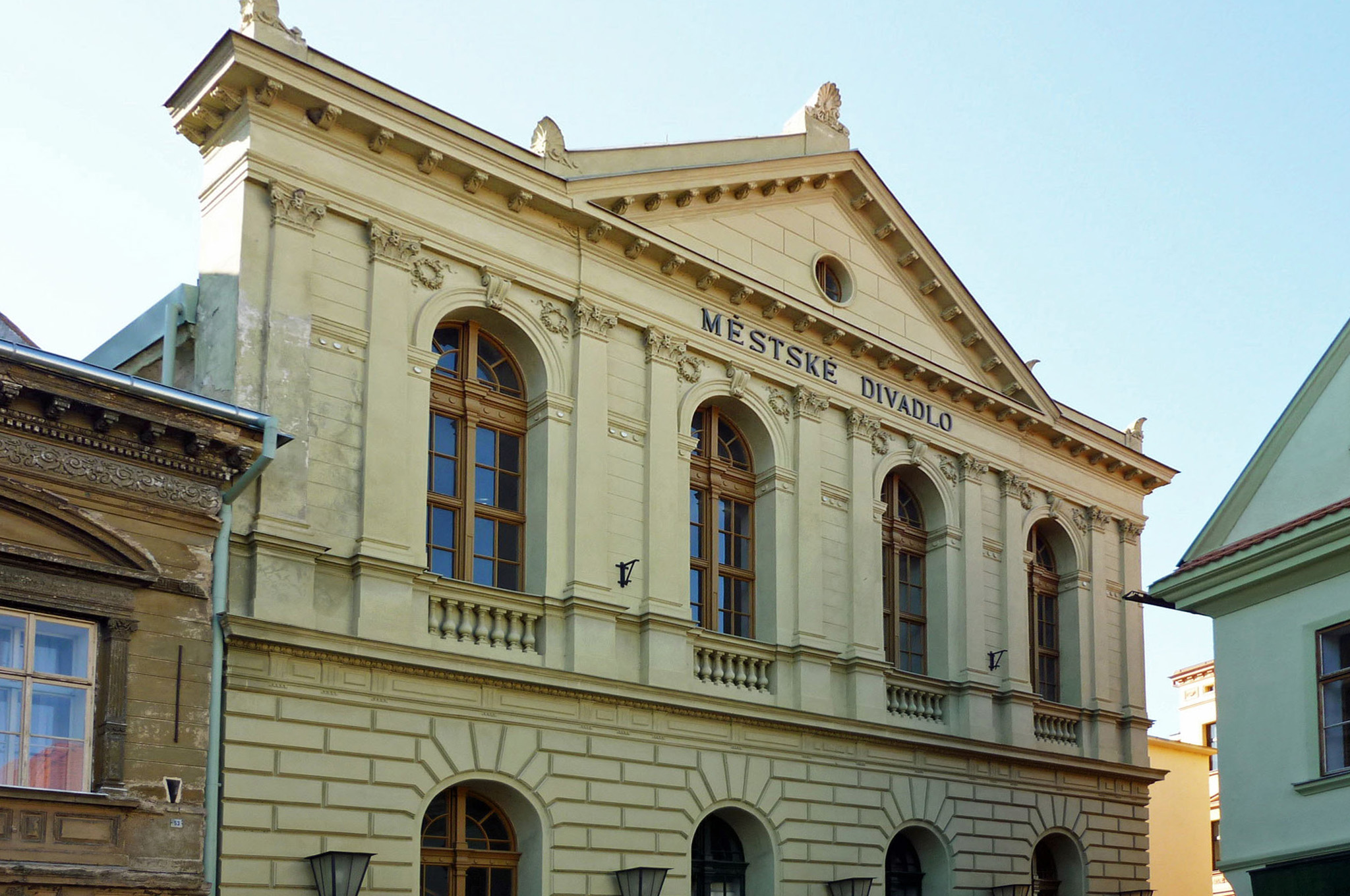
Stadttheater von Saaz
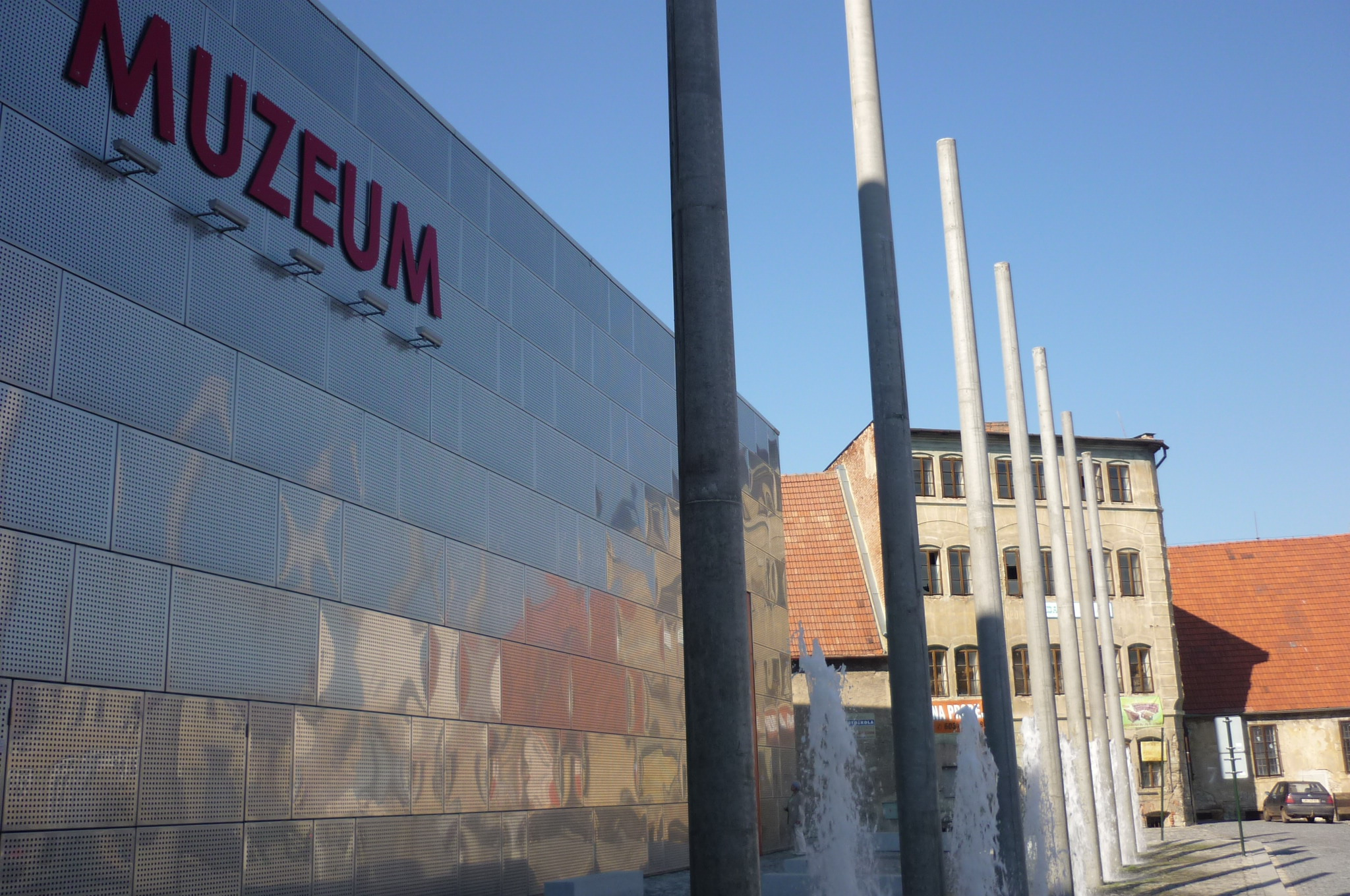
Hopfenmuseum Saaz
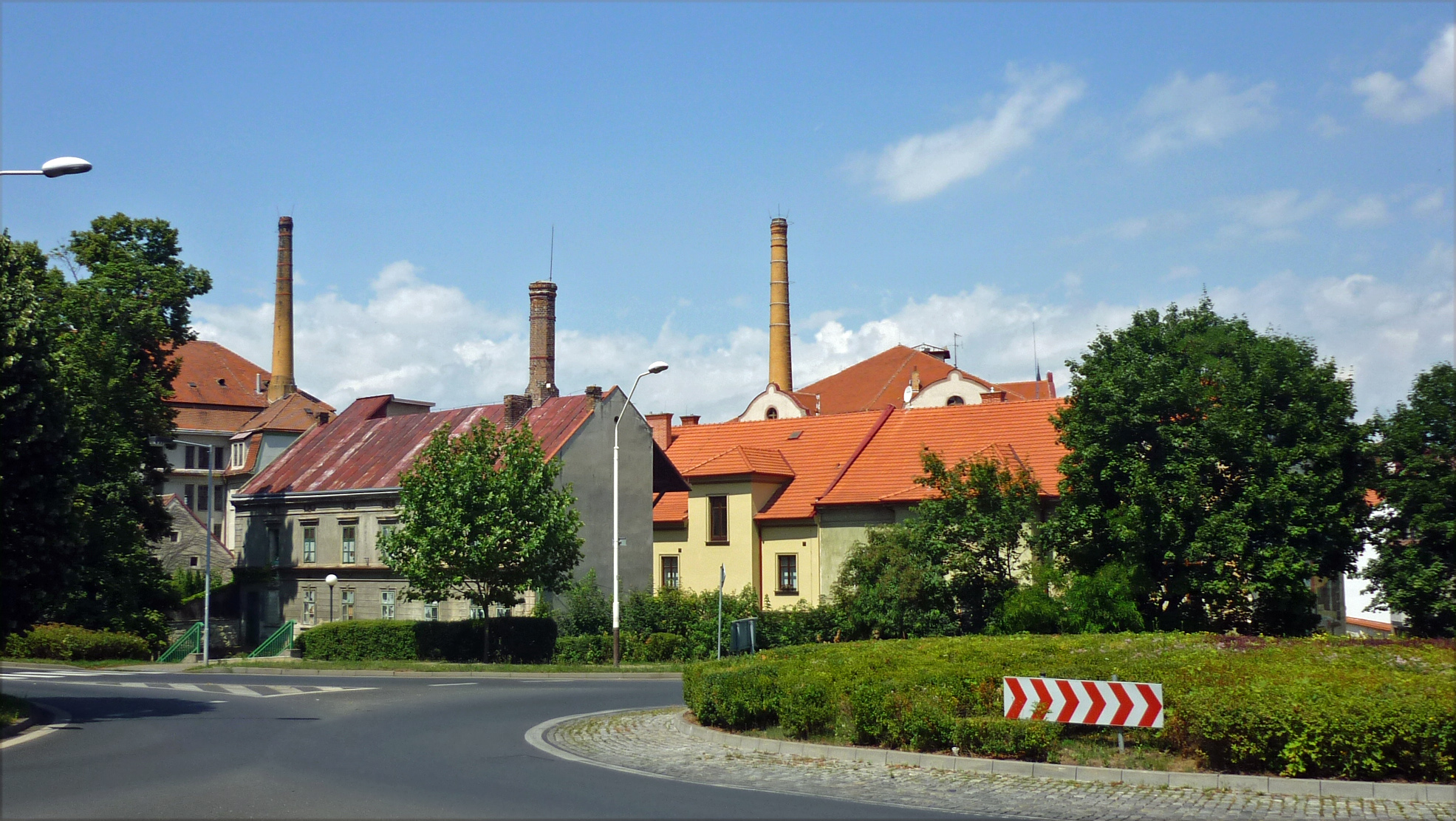
Altes Industriebild
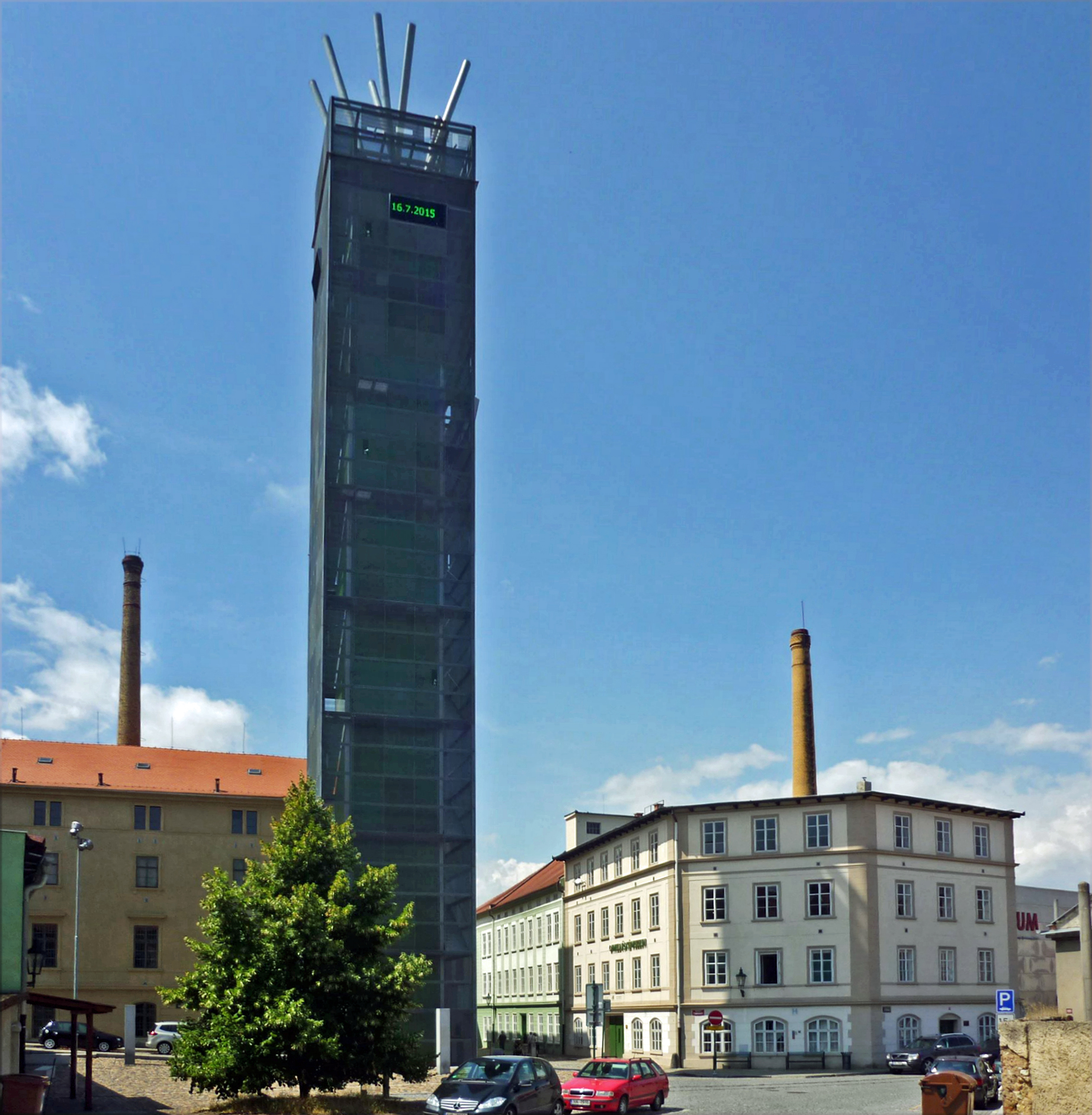
Hopfenmuseum mit neuem Hopfenleuchtturm
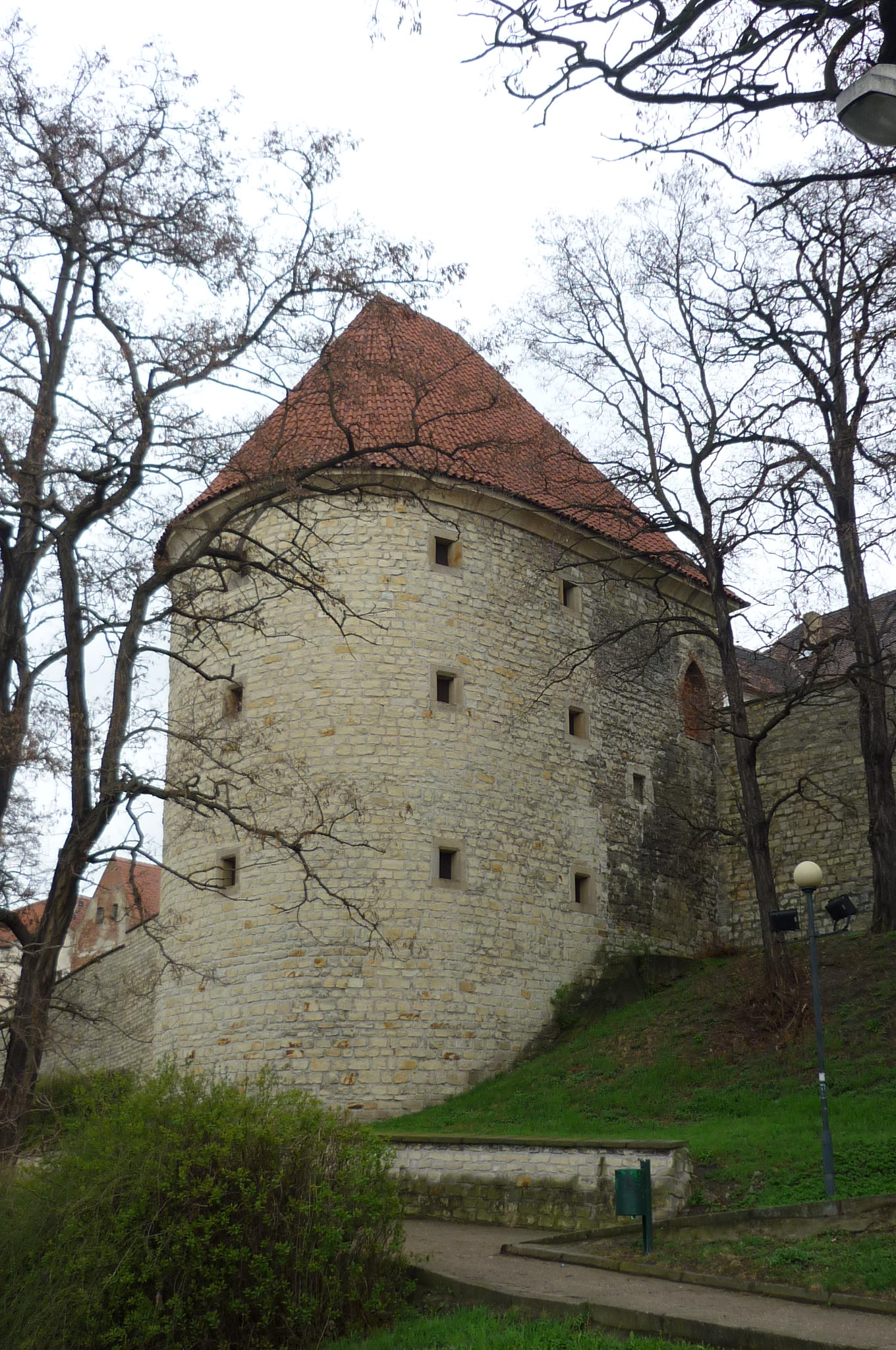
Hussitenbauwerk an der Stadtmauer

### Nicht mehr existierende Kirchen
siehe Karte.
- Kirche der Hl. Petrus und Paulus des ehemaligen Minoritenklosters (1266 bis 1419) auf dem Lorettoplatz (náměstí J. Žižky), durch Grabung gesichert, siehe spezielle Pflasterung auf dem Platz
- Lorettokapelle am Lorettoplatz, erbaut im Jahre 1715, nach 1791 als Wohnhaus genutzt, später abgebrochen, dahinter befindet sich die Bürgerliche Brauerei
- Heiligkreuzkapelle am Ringplatz (am heutigen Hopfengarten)
- St.-Veits-Kirche in der Schönfeldgasse (Dvořákova) bis 1409, durch Grabung gesichert, siehe spezielle Pflasterung
- Kirche mit unbekanntem Patrozinium in Schitnitz (Žitník) auf dem Püschel-Platz (náměstí Chelčického), durch Grabung gesichert, siehe spezielle Pflasterung auf dem Platz
- St.-Johannes-der-Täufer-Kirche mit ehemaligem Friedhof im Mühlviertel (Mlynarsch) bis 1902
- St.-Andreas-Kapelle im Mühlviertel
- Allerheiligenkirche in Dwornitz (Dvorník)
- St.-Prokop-Kirche (bis 1828) mit ehemaligem Friedhof (bis 1902) in Dwornitz, Mozartstraße (Jana Herbena) am linken Egerufer
- St.-Michael-Kirche in Brandeis am Rebitzer Platz (Nerudovo náměstí) bis 1788[8]
- St.-Nikolaus-Kirche (bis 1869) und St. Anna-Kapelle in der oberen Vorstadt
- Fronleichnamskapelle (Corpus Christi) in der oberen Vorstadt
- St.-Lazarus-Kapelle in der Trnowaner Str. in der oberen Vorstadt (1884 abgerissen)
- St. Johannes Evangelist und St. Maria Magdalena in der unteren Vorstadt bis 1648
- St. Martin in der Batschina (Bačina) bis 1648[30]

## Wirtschaft und Verkehr

### Wirtschaft

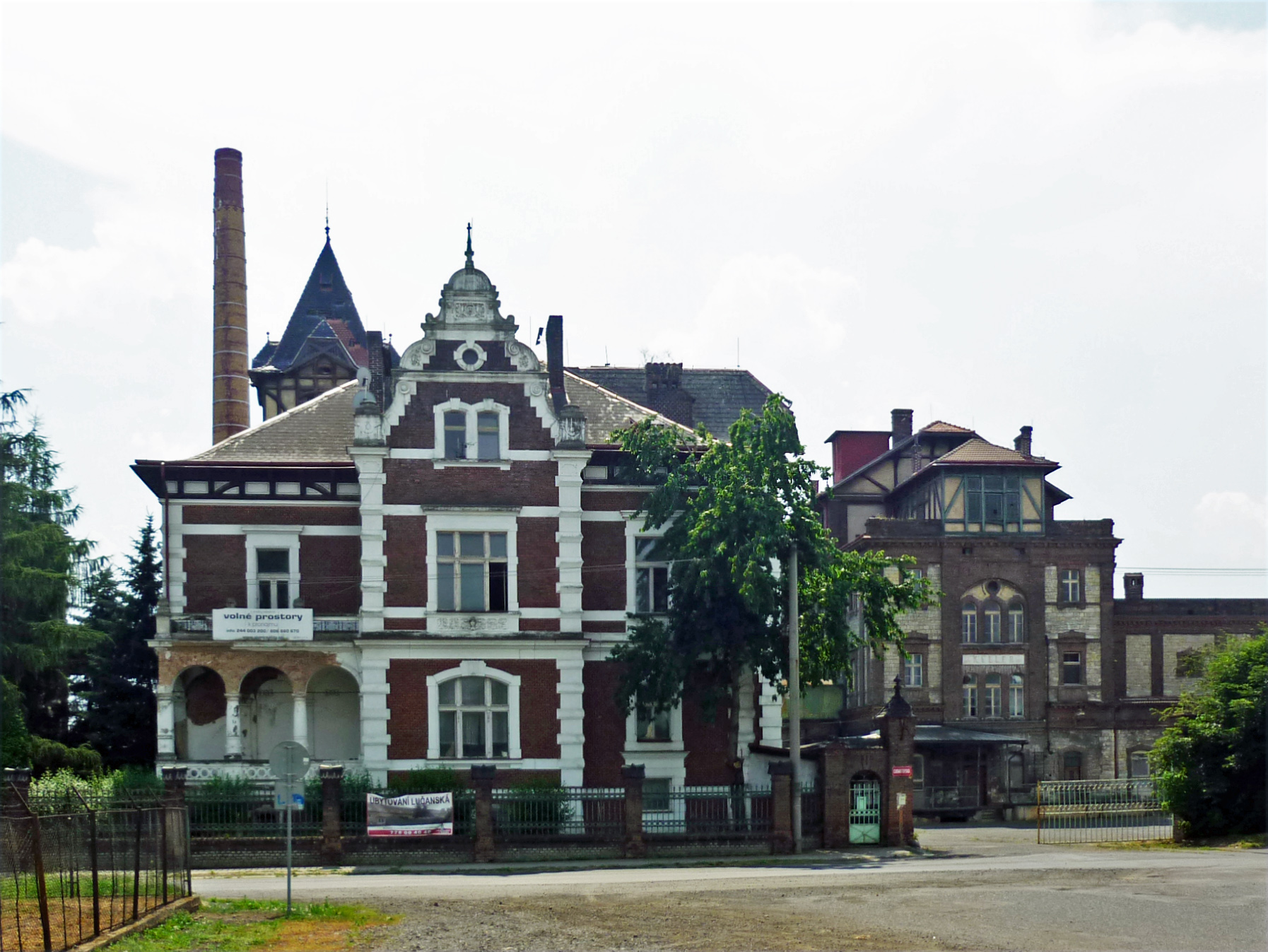
Urstoff-Genossenschafts-Brauerei (Anton Dreher)

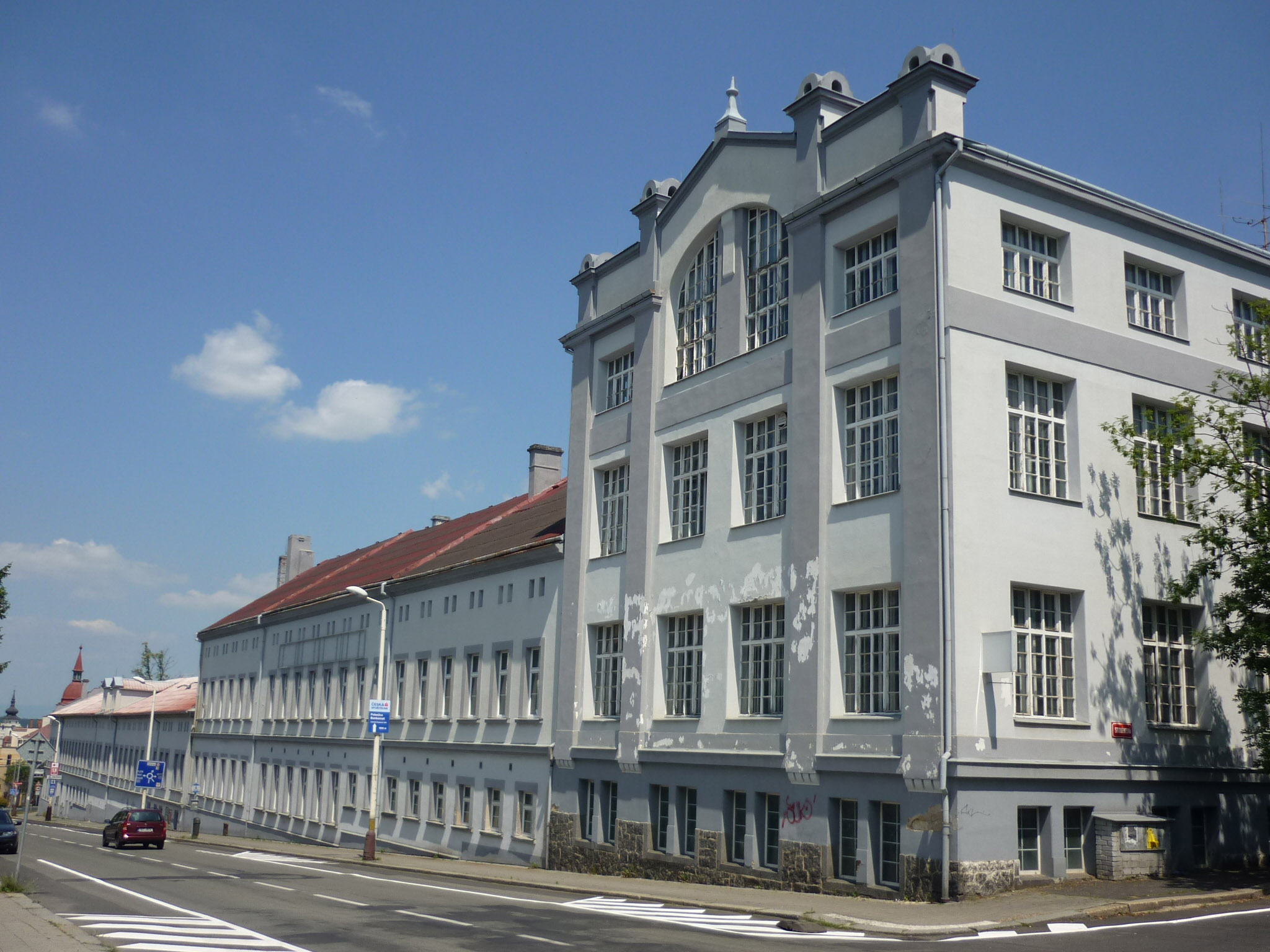
Ehemalige Kartonagenfabrik Lüdersdorf

In der Gründerzeit nach dem Eisenbahnanschluss 1872–73 entstanden in Saaz zahlreiche Fabriken, die nicht mehr existieren:
- ASTRA-Werke (Ziegeleien), Horatitzer Str. (Chomutovská)
- Zuckerfabrik Robert Köhler, Resselstr. (Resslová 706) (gegr. 1871)
- Kartonagenfabrik Schöffl, später Moritz Lüdersdorf (1873), Holletitzer Str. (Volyňských Čechů 733)
- Saazer Hufnagelfabrik A. Mendl’s Erben, später Mustad & Sohn, Beethovenstr. (ul. Jana ze Žatce)
- Drahtwerk, Drahtstifte- und Schraubenfabrik Bechert & Co., Bahnhofstr. (Purkyněho) (gegr. 1887)[32]
- Drahtstiftenfabrik und Metallwarenfabrik, Leopold Telatko, Liebotschaner Str. (Svatováclavská 618)
- Drahtseilfabrik Josef Reimann & Co., Stankowitzer Str. (Osvoboditelů 721)
- Lackfabrik, Bergmann & Deiml, Stankowitzer Str. (Osvoboditelů 1107)
- Humanic Leder- und Schuhfabrik AG, Stankowitzer Str. (Osvoboditelů 1948)
- Erste Saazer Fichtenpechraffinerie Ferdinand Lustig & Co., Bahnhofstr. (Purkyněho 801)
- Urstoff-Genossenschafts-Brauerei bzw. Export-Brauerei Anton Dreher, Horatitzer Str. 1042 (Chomutovská) (gegr. 1898)
- Bürgerliche Brauerei Saaz, Lorettoplatz (Žižkovo nám. 81) (seit 1801)
- Pianofabrik Sieber, Tscheraditzerstr. 1014 (Čeradická 1014)
- Filzfabrik Dietersdorf Saaz Nr. 1187 (Raisova 1187)
- Heinrich Schuldes Pflug- und Maschinenfabrik Saaz, Kupferberg Ecke Pellasgasse (U Odborů 258)
- zahlreiche Hopfenhandelsfirmen, insbesondere in der Prager Vorstadt

Neben dem Hopfenhandel gelangte die Stadt auch durch den Handel mit Gurken zu Wohlstand. Der Gurkenmarkt befand sich in der unteren Vorstadt vor der Egerbrücke.
Gegenwärtige Unternehmen
- Brauerei Žatec (Žatecký Pivovar – die ehemalige Bürgerbrauerei von Žatec), Žižkovo nám. 81, gehört seit 2014 zur Unternehmensgruppe Carlsberg[33]
- Chmelařský institut s.r.o., Kadaňská 2525 (Hopfeninstitut, gegr. 1925)
- OSEX, spol. s r.o., Osvoboditelů 1948 (Saatgutfirma, in der ehemaligen Schuhfabrik)
- HP Pelzer k.s., Raisova 1187

sowie im neuen Gewerbegebiet „Triangle“ an der Schnellstraße R7 Praha – Chomutov:
- Gestamp Louny s.r.o.
- Gonvarri Czech s.r.o.
- GRAMMER CZ s.r.o. (früher IPS Alpha Technology Europe, s.r.o.)
- HARGO a.s.
- Hitachi Automotive Systems Czech s.r.o.
- Hitachi Cable Europe s.r.o.
- Kiswire International s. a.
- Neturen Czech s.r.o.
- Nexen Tire Corporation Czech s.r.o. (im Bau)
- Panattoni Czech Republic Development s.r.o.
- Schambeck Bohemia s.r.o.
- Solar Turbines EAME s.r.o.
- Yanfeng Czechia Automotive Interior Systems s.r.o.

### Verkehr
Eisenbahn

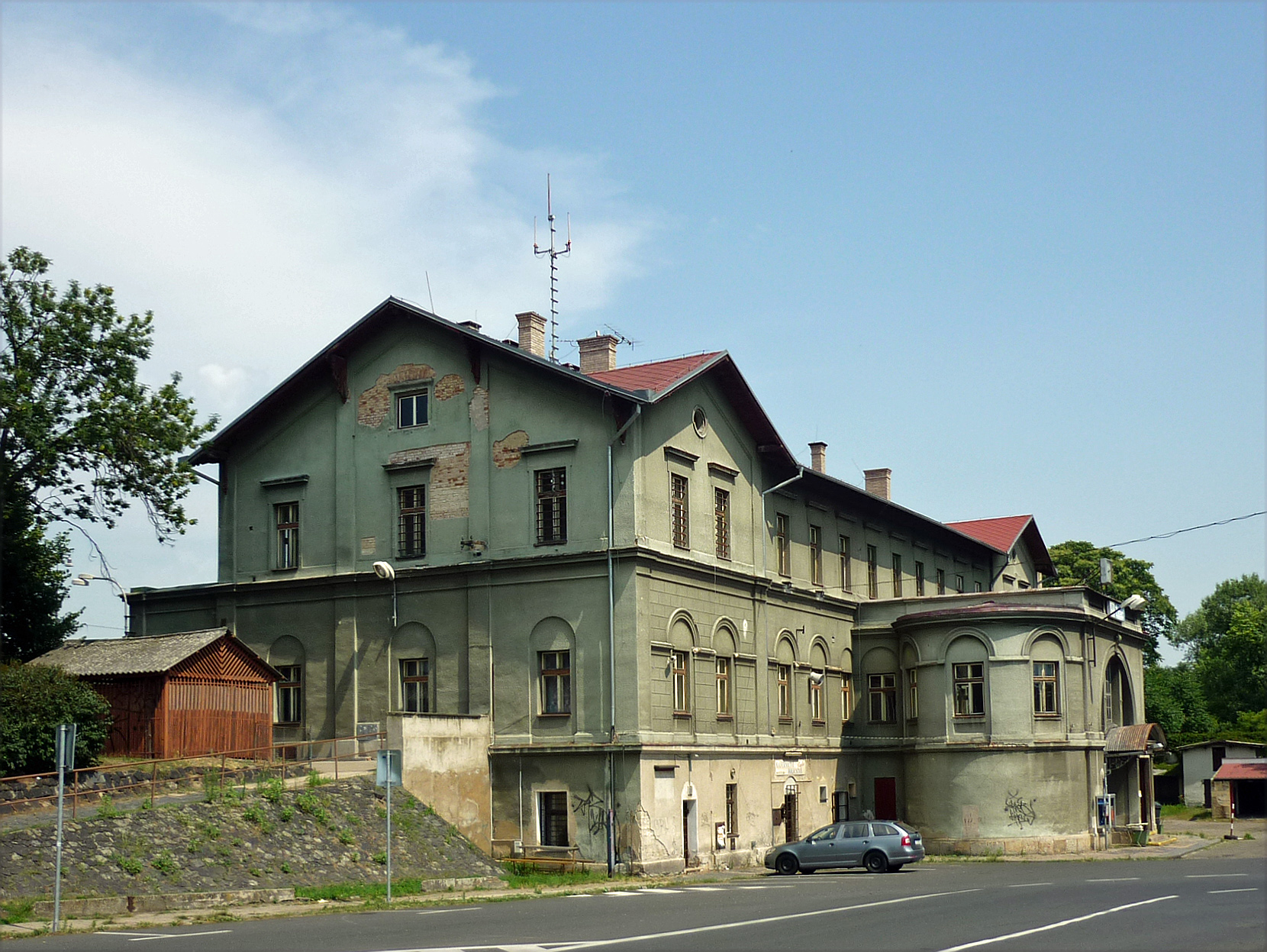
Ehemaliger Hauptbahnhof von Saaz

Ab 1872–73 war Saaz an das Eisenbahnverkehrsnetz durch die Buschtěhrader Eisenbahn von Prag nach Komotau und die Eisenbahn Pilsen–Priesen(–Komotau) von Pilsen nach Dux angeschlossen. Heute existieren noch die Bahnstrecke Plzeň–Duchcov von Pilsen bis Bilin und die Bahnstrecke Praha–Chomutov von Prag nach Komotau.
Es gibt zwei Bahnhöfe: Žatec (früher Saaz Stadt) und Žatec západ (früher Saaz West).
Straße
Der Ort ist über die folgenden Straßen zu erreichen:
- Fernstraße I/27 von Dubí (Eichwald) nach Železná Ruda (Markt Eisenstein)
- Landstraße II/225 von Louny (Laun) nach Kadaň (Kaaden)
- Landstraße II/227 von Žatec nach Křivoklát (Pürglitz)
- Landstraße II/250 von Žatec nach Raná zur Fernstraße I/28

Luftverkehr
Etwa 2,5 km südwestlich des Zentrums befindet sich der Flugplatz Žatec/Macerka.

## Juden in Saaz

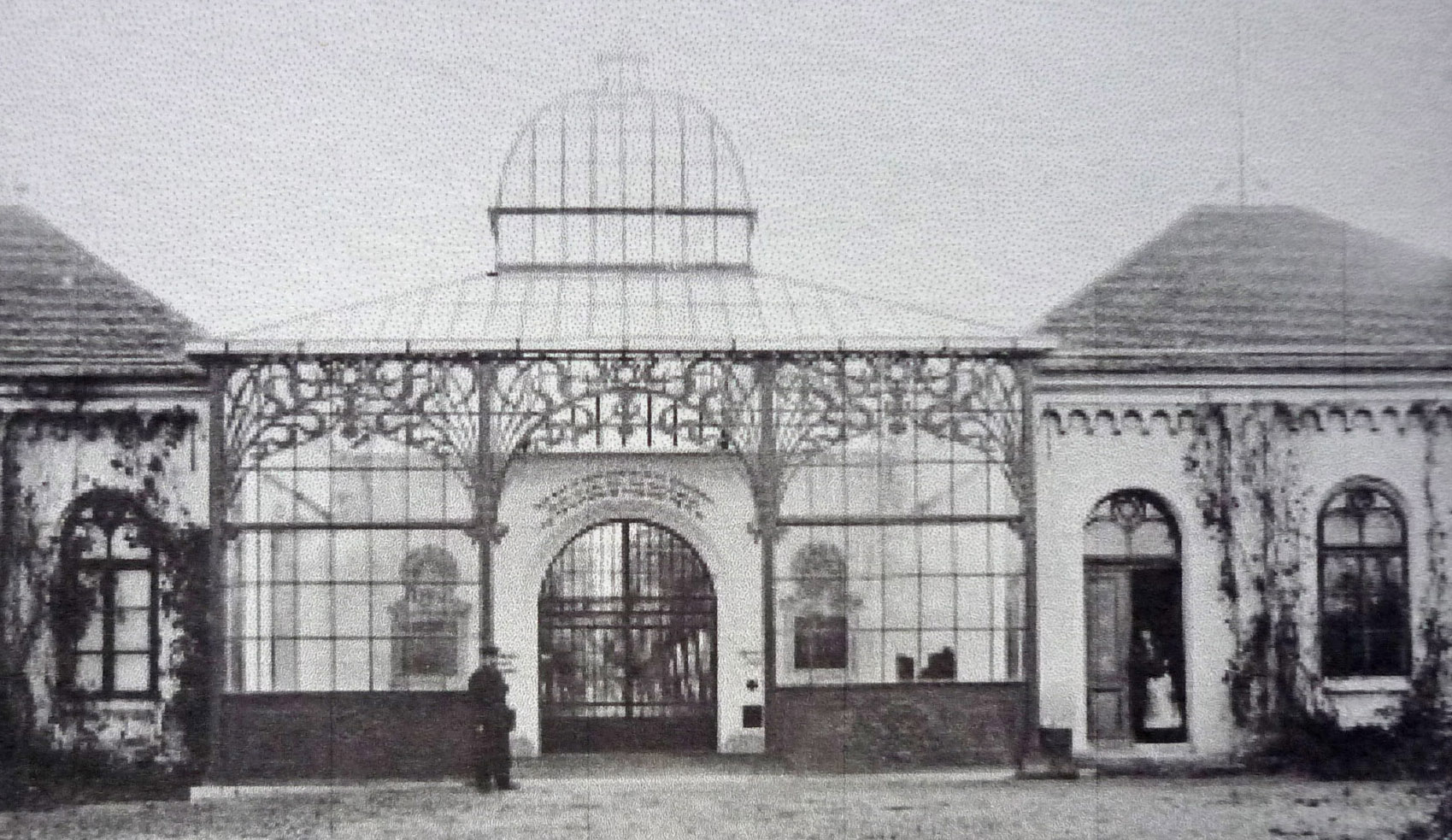
Eingang zum ehemaligen jüdischen Friedhof in Saaz

Spätestens im 14. Jahrhundert sind Juden in die königliche Stadt Saaz eingewandert, ihre Existenz lässt sich seit 1350 nachweisen. Ein jüdisches Ghetto mit Friedhof („Judengarten“) gab es am rechten Ufer der Eger.
Im Jahr 1541 ereignete sich ein Pogrom gegen die Juden, sie wurden vertrieben, ihr Besitz wurde geraubt. In einem Gnadenbrief bestätigte König Ferdinand von Böhmen 1543, dass die Stadt fortan keine Juden mehr zu dulden brauche. Die vertriebenen Juden siedelten sich in verschiedenen umliegenden Dörfern an, z. B. in Horschenz (Hořence bei Nezabylice), Libotschan (Libočany), Liebeschitz (Liběšice u Žatce), Michelob (Měcholupy), Postelberg (Postoloprty) und Tscheraditz (Čeradice).
Aber auch in der näheren Umgebung, z. B. in Bielenz (Bílence), Deutsch Rust (Podbořanský Rohozec), Drahenz bei Lubenz (Drahonice bei Lubenec), Eidlitz (Údlice), Ledau bei Podersam (Letov bei Podbořany), Maschau (Mašťov), Pflanzendorf bei Perutz (Hřivčice bei Peruc), Podersam (Podbořany) und Weitentrebitsch (Široké Třebčice bei Veliká Ves) gab es jüdische Gemeinden und jüdische Friedhöfe.
Die Rückwanderung von Juden aus diesen umliegenden Dörfern nach Saaz begann erst wieder um 1850, bedingt durch die jüdische Emanzipation nach der Revolution von 1848/49. Im Jahr 1868 erfolgte die Verlegung der Synagoge von Libotschan nach Saaz und es wurde eine jüdische Kultusgemeinde in Saaz gegründet. Der jüdische Friedhof an der Trnowaner Straße wurde 1869 eröffnet (seit 1902 mit Zeremonienhalle). Die Saazer Synagoge wurde 1871–72 nach Plänen von Johann Staniek in der Langgasse erbaut und im Jahr 1911 renoviert, sie ist die zweitgrößte in Böhmen.
Um das Jahr 1900 gab es die größte Anzahl jüdischer Bewohner in der Stadt, es lebten etwa 1300 Juden in Saaz. Eine starke Abwanderung setzte in den 1930er Jahren ein. Bei der Eingliederung des Sudetenlandes ins Deutsche Reich im Jahr 1938 hatten die meisten Juden die Stadt bereits verlassen, mit der Deportation der letzten Juden kam 1942 das Ende der jüdischen Gemeinde. Die Synagoge wurde 1938 teilzerstört, danach aber wieder als Lazarett und nach dem Zweiten Weltkrieg als Lagerraum genutzt. Nach der Sanierung im Jahr 2008 wird sie jetzt als Kulturzentrum genutzt, da es keine jüdische Gemeinde in Saaz mehr gibt.
Liste der Rabbiner in Saaz
Folgende Rabbiner sind dokumentiert:
- Abraham Frank (1838–1917) von 1867 bis 1872
- Siegmund Maybaum (* 1844 in Miskolcz (Ungarn); † 1919 in Berlin) von 1873 bis 1881
- Aron Baerwald (* 1854 in Nakel an der Netze in Posen; † 1891 in Saaz) von 1881 bis 1891
- Simon Stern (* 1856 in Neustadt an der Waag (Slowakei); † 1930 in Saaz) von 1891 bis 1930
- Heinrich Schwenger (* in Keischlitz bei Humpoletz) von 1931 bis 1942
- Karel Körper († 1950), Vorsitzender der jüdischen Gemeinde von 1945 bis 1950
- Otto Beck († 1976), als Vorsitzender und Jindřich Kohn († 1955) als Vorleser der Gemeinde

Gottesdienste fanden bis 1954 im Gebäude neben der Synagoge statt.
Bedeutende Mitglieder der jüdischen Gemeinde in Saaz
- Eduard Glaser (1855–1908), österreichischer Forschungsreisender, Orientalist und Archäologe.

## Trivia
Johann Wolfgang von Goethe war insgesamt dreimal in Saaz, und zwar auf der
- Reise von Karlsbad nach Teplitz vom 4. bis 6. August 1810 mit je einer Übernachtung in Schönhof und Saaz, weiter über Brüx und Dux – hier beeindruckte ihn „die Ansicht der wunderlichen Berge des Mittelgebirges“;[39]
- Reise von Karlsbad nach Teplitz am 13./14. Juli 1812 mit Übernachtung in Saaz – hier machte er geologische Anmerkungen zur Umgebung von Saaz und beschrieb die „schöne Lage von Saaz“;[40]
- Rückreise am 11./12. August 1812 von Teplitz nach Karlsbad mit Übernachtung in Libkowitz bei Lubenec, wobei er am 11. August in Saaz zu Mittag gespeist hat.[41]

Der österreichische Komponist Panos Kirkor hat u. a. zwei Klavierstücke über die Stadt Saaz komponiert:
- „Saazer Bier- und Hopfen-Marsch“ für Pianoforte, op. 15, Verlag der Hofmusikalienhandlung von G. Näumann, Dresden[43]
- „Hoch Saaz!“ – Marsch für Pianoforte.[44]

Legende: Im Jahr 2001 wurde auf dem Ringplatz in Saaz ein Grab entdeckt, in dem sich ein Skelett, die Reste eines hölzernen Fasses und eine kleine Tontafel mit sieben Kerben, die als „älteste Bierrechnung der Welt“ bezeichnet wurde, gefunden. Diese Tafel, als Gedenktafel an den „ältesten Biertrinker der Welt“ interpretiert, wurde zum Logo des Vereins Tempel des Hopfens und des Bieres.
Jeweils im September zum Ende der Hopfensaison findet das Saazer Hopfenfest (genannt Dočesná oder Chmelfest – Zusammensetzung aus tschechisch chmel für „Hopfen“ und dem deutschen Fest) statt.
In der Stadt wurden u. a. Aufnahmen für folgende Filme gedreht:
- Yentl (1983) von und mit Barbra Streisand
- Radetzkymarsch (1994)
- Doktor Schiwago (2002)
- La vie en rose (2007) über das Leben von Édith Piaf
- Jojo Rabbit (2019)